# Römisches Reich

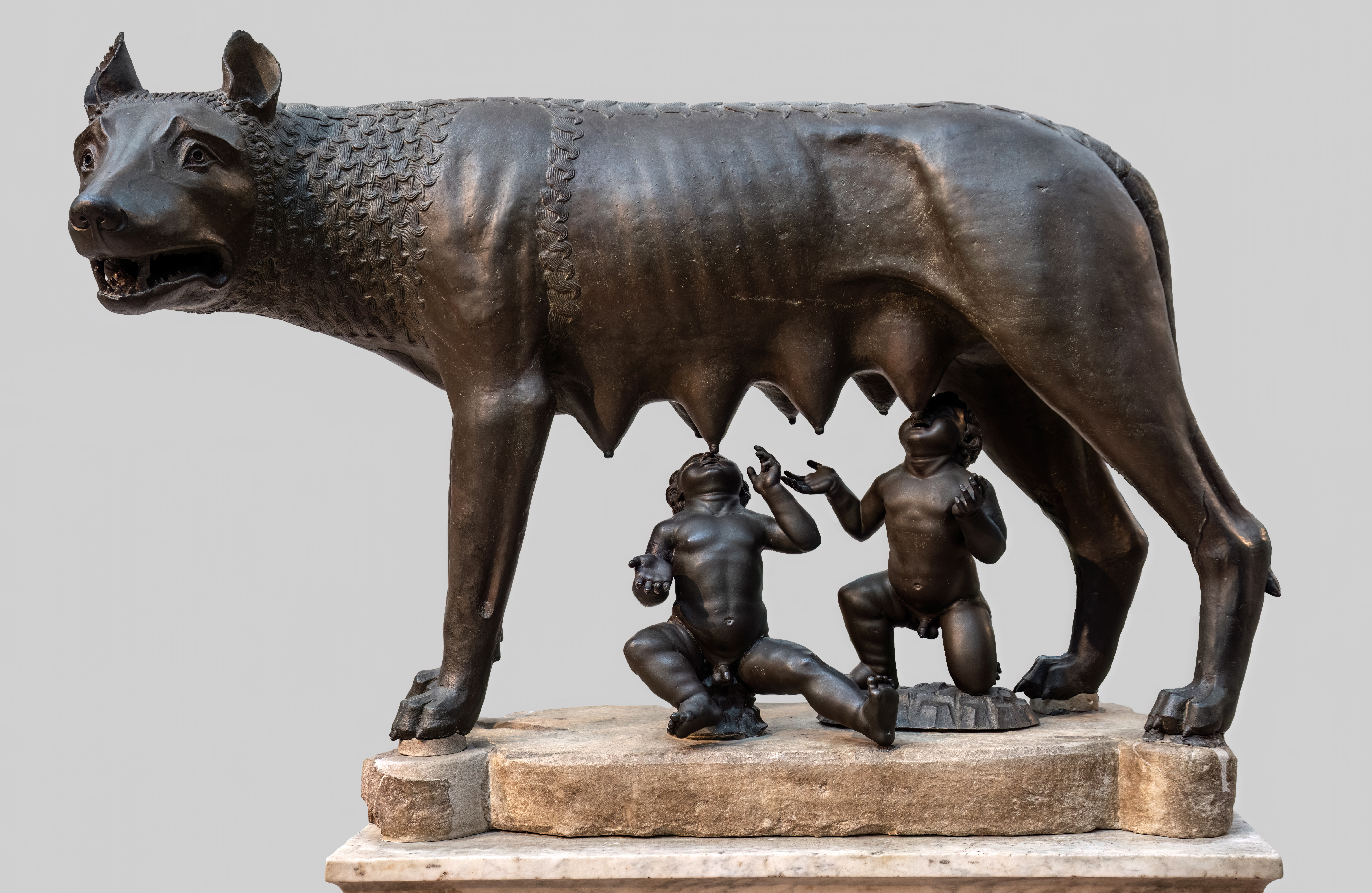
Roms Gründungsmythos: Die kapitolinische Wölfin säugt Romulus und Remus, 5. Jh. v. Chr. oder Mittelalter. Die beiden Knaben stammen aus dem 15. Jahrhundert.

Aufstieg und Niedergang des Römischen Reiches. (GIF-Animation der Territorien der Jahre 510 v. Chr. bis 530 n. Chr.)
Römische Republik (509 v. Chr. bis 27 v. Chr.)
Römische Kaiserzeit (27 v. Chr. bis 395)
Weströmisches Reich (395 bis 476/480)
Oströmisches Reich (395 bis 1453)

Das Römische Reich und seine Provinzen zur Zeit seiner größten Ausdehnung unter Kaiser Trajan in den Jahren 115–117

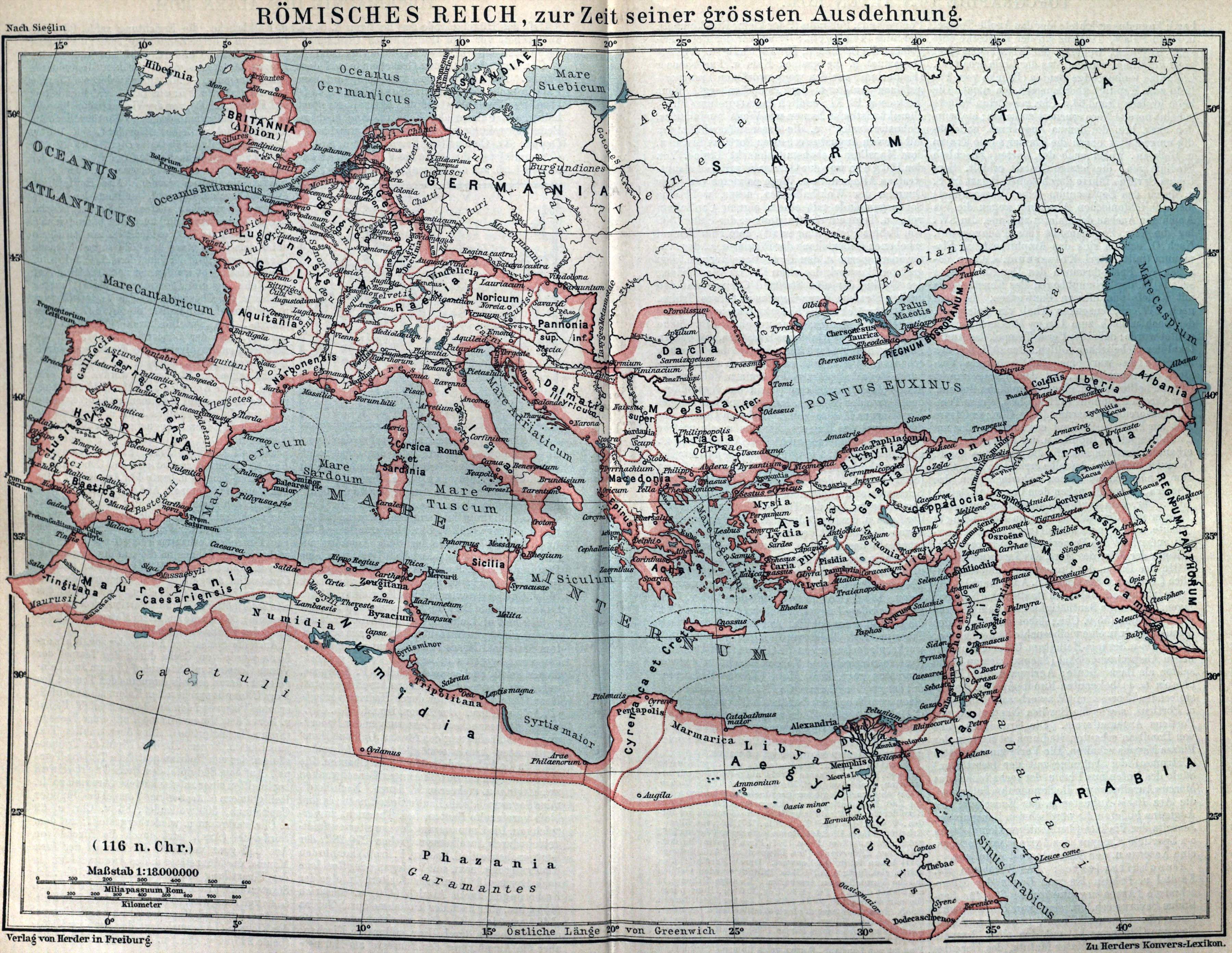
Das Römische Reich und seine Provinzen zur Zeit seiner größten Ausdehnung unter Kaiser Trajan im Jahre 117 (Herders Conversations-Lexikon, 1907)

Übersicht des Straßennetzes im Römischen Reich im Jahre 125 n. Chr. (siehe auch Liste der Römerstraßen) unter Kaiser Hadrian:
Römerstraße
Grenze des Imperium romanum
Römisches Militärlager (Legionslager)
Römische Stadt

Das Römische Reich (lateinisch Imperium Romanum) war das von den Römern, der Stadt Rom bzw. dem römischen Staat beherrschte Gebiet zwischen dem 8. Jahrhundert v. Chr. und 7. Jahrhundert n. Chr., wobei eine eindeutige Abgrenzung weder zur vorrömischen Epoche noch zum Byzantinischen Reich möglich ist. Die Bezeichnung Imperium Romanum für den römischen Machtbereich ist seit der Zeit Ciceros belegt. Die seit Augustus übliche staatsrechtliche Bezeichnung lautete Senatus Populusque Romanus (S.P.Q.R.) – „Der Senat und das Volk von Rom“.
Die Staatsform wandelte sich im Laufe der Zeit von einer (unsicher belegten) Königsherrschaft zur Republik und schließlich zum Kaisertum. Die Geschichte des Römischen Reiches lässt sich traditionell grob in vier Phasen gliedern, für die folgende – historisch nicht immer gesicherten – Zeiträume gelten:
1. Römische Königszeit: 753 v. Chr. bis 509 v. Chr., über die nur wenig bekannt ist.
2. Römische Republik: 509 v. Chr. bis 27 v. Chr. Rom expandierte von einer Lokalmacht zur Großmacht, die nach mehreren Kriegen den gesamten Mittelmeerraum kontrollierte. Innenpolitisch kam es jedoch seit dem späten 2. Jahrhundert v. Chr. verstärkt zu Unruhen und schließlich zum Untergang der Republik infolge der Bürgerkriege ab 133 v. Chr.
3. Prinzipat bzw. (frühe und hohe) Römische Kaiserzeit: 27 v. Chr. bis in die Zeit der Reichskrise des 3. Jahrhunderts (235 bis 284/285; auch als „Zeit der Soldatenkaiser“ bezeichnet). Rom expandierte beschränkt weiter und konnte seine Grenzen – wenngleich, wie im späten 2. und im 3. Jahrhundert n. Chr., teils nur mit Mühe – verteidigen, doch kam es intern immer wieder zu Machtkämpfen um das Kaisertum.
4. Spätantike: ab 284/285 bis ins 6./7. Jahrhundert, mit einem fließenden Übergang hin zum Frühmittelalter. In dieser Zeit ereigneten sich die sogenannte Völkerwanderung (375 bis 568) und die faktische Teilung des Reiches (395) sowie der Untergang des Römischen Reiches im Westen (476/480) und die Transformation in das Byzantinische Reich im Osten (7. Jahrhundert).

Im 3. Jahrhundert v. Chr. begannen die Römer ihre Macht über die Apenninhalbinsel hinaus auszuweiten, die ersten Provinzen waren Sizilien und Sardinien. Zum Zeitpunkt seiner größten Ausdehnung unter Kaiser Trajan erstreckte sich das Römische Reich über Territorien auf drei Kontinenten rund um das Mittelmeer: von Gallien und großen Teilen Britanniens bis zu den Gebieten rund um das Schwarze Meer (siehe auch Bosporanisches Reich). Damit beherrschte Rom den gesamten Mittelmeerraum. Das Reich blieb bis in die Spätantike in Provinzen unterteilt. Das eigentliche Rückgrat der Verwaltung bildeten allerdings die Städte des Imperiums, die als halbautonome Bürgergemeinden organisiert waren und insbesondere für die Steuererhebung zuständig waren. Diese Delegation von Aufgaben ermöglichte es den Römern, mit einer sehr kleinen zentralen Administration zu operieren.
Das Reich übte einen großen Einfluss auf die von ihm beherrschten Gebiete aus, aber auch auf die Gebiete jenseits seiner Grenzen. Die Wirtschaft im Römischen Reich, Kunst und Kultur erreichten vor allem in der Kaiserzeit in Teilen des Gebietes eine Hochblüte. Die damalige Lebensqualität und der entsprechende Bevölkerungsstand sollten in Europa und Nordafrika erst Jahrhunderte später wieder erreicht werden. In der östlichen Hälfte des Reiches mischte sich der römische Einfluss mit griechisch-hellenistischen und orientalischen Elementen.
Latein wurde zur Amtssprache im gesamten Reich (im Osten ergänzt durch das Altgriechische), wenngleich sich auch andere Sprachen halten konnten. Dieses Erbe des Imperium Romanum wirkte lange nach seinem Untergang fort: In ganz West- und Mitteleuropa war Latein bis in die Zeit des Barocks die Sprache der Gebildeten. Aus dem Lateinischen entstanden die romanischen Sprachen, unter anderem Französisch, Italienisch, Spanisch, Portugiesisch und Rumänisch. Zudem finden sich viele lateinische Lehnwörter in den germanischen und den slawischen Sprachen. In der römisch-katholischen Kirche ist Latein bis heute Amtssprache. In einigen Wissenschaften wie Biologie und Medizin werden lateinische Fachausdrücke bis heute verwendet.
Das Rechts- und Staatswesen Europas, insbesondere das Zivilrecht, ist maßgeblich vom römischen Recht geprägt. Das Rechtswesen im antiken Rom beinhaltete elementare zivil- und strafrechtliche Verfahrensvorschriften in der Rechtsordnung, die vom Grundsatz her in die modernen Rechtsnormen eingeflossen sind. Das Römische Reich mit seinen vielen unterschiedlichen Völkern, Sprachen und Religionen war Staat, Gesellschaftsform und nicht zuletzt eine Verkörperung der Idee eines imperium sine fine, eines „grenzenlosen Reiches“.

## Geschichte

### Römische Königszeit und frühe Republik
Die altrömische Überlieferung datiert die Gründung Roms zwischen 814 und 728 v. Chr., meist jedoch um das Jahr 750 v. Chr.; die später als Beginn der römischen Zeitrechnung („ab urbe condita“) kanonisch gewordene Angabe 753 v. Chr. geht auf den Gelehrten Marcus Terentius Varro (116–27 v. Chr.) zurück. Obwohl die ältesten Siedlungsspuren auf dem späteren Gebiet der Stadt bis ins 10. Jahrhundert v. Chr. hinaufreichen, stammen die frühesten Hinweise für die Anlage einer Stadt wohl aus dem letzten Drittel des 7. Jahrhunderts v. Chr.
Die Quellenlage zur römischen Frühzeit ist sehr schlecht, da die schriftliche Überlieferung erst Jahrhunderte später einsetzt. Nach Ansicht mancher Forscher kann daher nicht einmal als gesichert gelten, dass die Stadt Rom in ihrer Frühzeit tatsächlich Königen unterstand. Der neue Stadtstaat wurde jedenfalls laut späterer Überlieferung von reges beherrscht und geriet schließlich unter etruskische Herrschaft; diese Phase seiner Entwicklung wird die Königszeit genannt. Obwohl das Gebiet Roms aus äußerst unfruchtbaren, zum Teil sumpfigen und sandigen Böden bestand und somit eine gewinnbringende Landwirtschaft nahezu ausgeschlossen war, gelangte Rom unter den Etruskern bald zu wirtschaftlicher Bedeutung, kontrollierte es doch zwei bedeutende Handelswege: die Via Latina und die Via Salaria. Auch die Einführung des uralten römischen Hafenzolls für Handelsgüter trug ihren Teil zum wirtschaftlichen Erfolg bei.
Verschiedene spätere Legenden wollen die römische Königszeit mit der Geschichte Troias verknüpfen. So sollen die überlebenden Troianer von Aeneas, einem Sohn des Anchises und der Göttin Venus, nach langer Seefahrt (ähnlich der Odyssee des Griechen Odysseus) nach Latium geführt worden sein. Die älteste Überlieferung dieses Mythos geht auf Timaios von Tauromenion zurück; der römische Dichter Vergil schrieb dann zur Zeit des Augustus das Nationalepos der Römer, die Aeneis.
Kulturell wurden die Römer stark von den Etruskern beeinflusst; über diese fanden auch griechische Elemente ihren Weg in die Stadt. Beispiele sind die etruskischen Zahlen, die griechisch-etruskische Schrift, aus der sich das lateinische Alphabet entwickelte, die etruskische Religion mit Leberschau und Vogelschau und das Begräbnisritual, das in den Gladiatorenkämpfen eine überzogene Spätblüte fand. Rom gewann in Italien zunehmend an Einfluss, nachdem es sich um 500 v. Chr. von der Herrschaft der Etrusker gelöst hatte.
Der letzte römische bzw. etruskische König Tarquinius Superbus („Tarquinius der Stolze“, „der Hochmütige“) wurde laut der späteren Überlieferung im Jahre 510/09 v. Chr. vom römischen Volk unter Führung von Lucius Iunius Brutus aus Rom vertrieben, weil einer seiner Söhne eine Römerin namens Lucretia vergewaltigt hatte. Allerdings ist das Jahr 509 historisch nicht gesichert und wahrscheinlich eine Erfindung späterer Zeiten, die sich an den Sturz der Peisistratiden-Tyrannis in Athen um 510 v. Chr. anlehnen könnte. Wahrscheinlich wandelte sich die mutmaßliche Monarchie erst um etwa 450 v. Chr. in die Römische Republik („Republik“ von „res publica“: „die öffentliche Sache“).

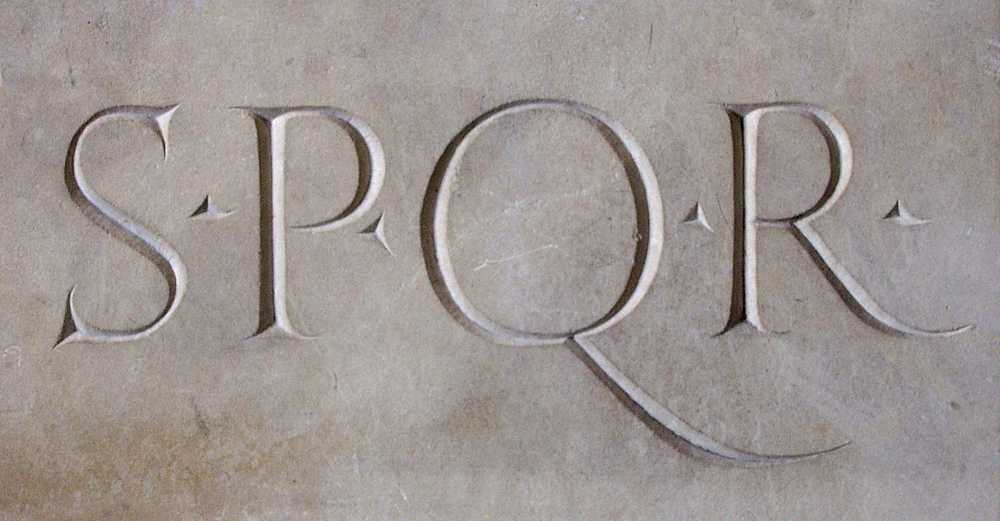
S.P.Q.R. (Senatus Populusque Romanus „Senat und Volk von Rom“), das Hoheitszeichen der Römischen Republik

Das römische Staatswesen wuchs über die Jahre und änderte sich laufend. Polybios, ein griechischer Gelehrter, charakterisierte es später als Mischung aus Monarchie (Magistratsämter wie Konsul), Adelsherrschaft (Senat) und Demokratie (Comitia). Das oberste Amt im Staat übte zuerst wohl ein Prätor (prae-itor – der [dem Heer] Vorangehende) aus, in historisch gesicherter Zeit bekleideten es alljährlich zwei Konsuln, welche die oberste Regierungsgewalt hatten und auf der obersten Ebene des cursus honorum standen. Die römische Adelsversammlung, der Senat, spielte eine bedeutende Rolle und entwickelte sich früh zum eigentlichen Machtzentrum. Daneben gab es mehrere Volksversammlungen, die Comitia, die de iure ebenfalls wichtig waren, besonders in Fragen von Krieg und Frieden und in der Rechtsprechung. Als erster einigermaßen fester Punkt in der römischen Geschichte gilt die Niederlegung des Zwölftafelgesetzes um 450 v. Chr. Zentraler Ort der römischen Republik war das Forum Romanum, das als Stätte politischer, religiöser und sozialer Zusammenkünfte diente.
Damals bildete sich auch die römische Gesellschaftsordnung aus, die sich durch die Jahrhunderte nur langsam änderte. An der Spitze standen die alten Familien Roms, die landbesitzenden Patrizier, die politisch am einflussreichsten waren. Den größten Teil der Bevölkerung machten aber die Plebejer aus, die nur teilweise politische Rechte hatten. Sklaven wurden nicht als autonom handelnde Menschen, sondern als „sprechende Werkzeuge“ betrachtet, hatten also keine Rechte, konnten aber die Freiheit erlangen. Die Beziehungen zwischen Patriziern und Plebejern wurden durch das Klientelsystem geregelt.
Zu den höchsten Ämtern im Staate, die ihren Inhabern Prestige und Ruhm versprachen, wurden anfänglich nur Patrizier zugelassen, während alle freien Bürger Kriegsdienst leisten mussten. Nach den Ständekämpfen, die etwa 150 Jahre anhielten und in denen die Plebejer angeblich zur „secessio plebis“ („Ausmarsch des einfachen Volkes“) gegriffen haben sollen, wurden die Plebejer 367 v. Chr. schließlich politisch fast gleichberechtigt; dennoch gelang nur wenigen plebejischen Familien der Aufstieg in die Führungsschicht. Diese wurde fortan vor allem von jenen Familien der Oberschicht gebildet, deren Angehörige durch die Bekleidung von öffentlichen Ämtern zu „bekannten Männern“ (nobiles) wurden; diesen neuen, durch Meritokratie legitimierten Adel nennt man daher Nobilität.

### Expansion in Italien

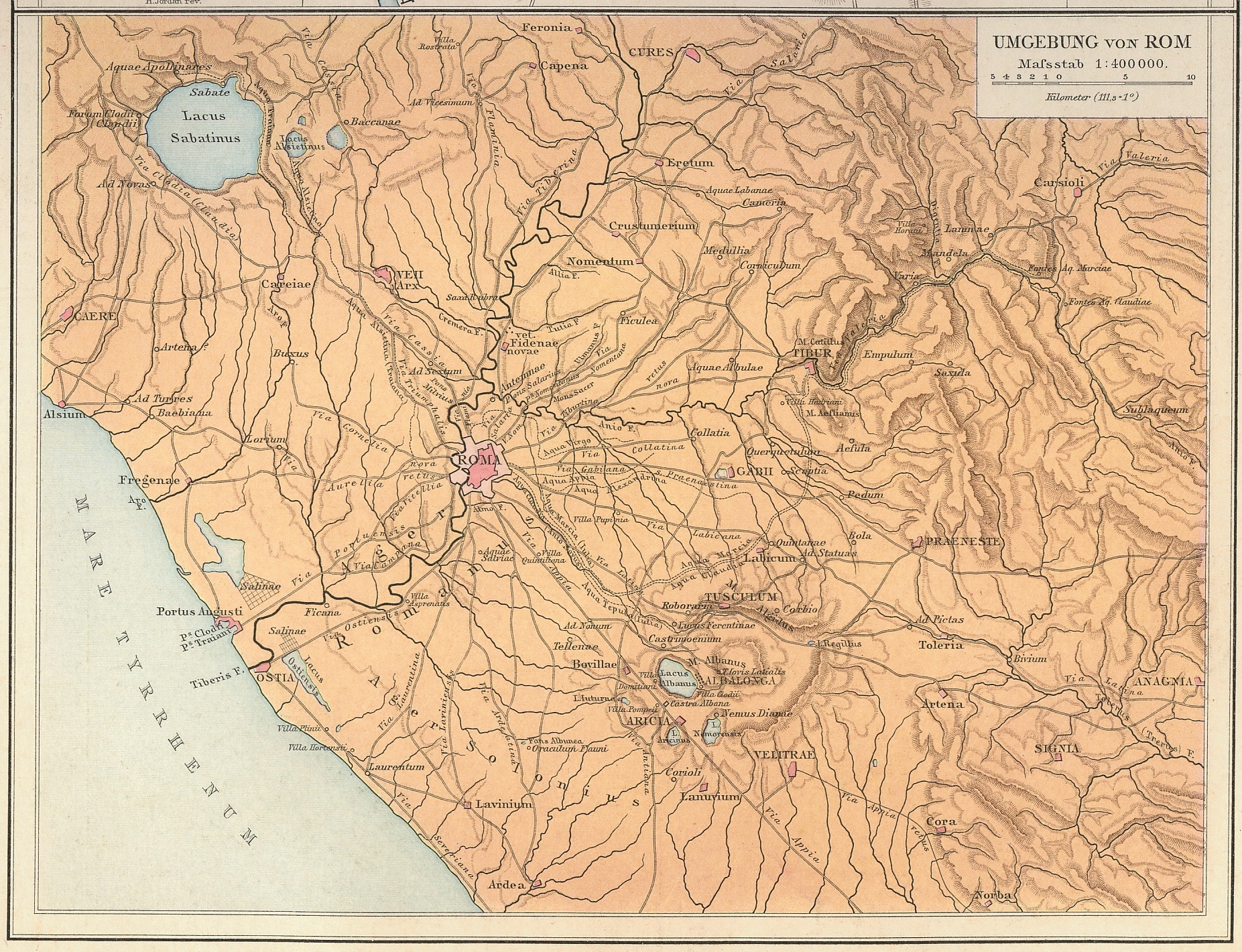
Umgebung von Rom im Altertum (Gustav Droysen: Allgemeiner Historischer Handatlas, 1886)

Rom begann ab dem 5. Jahrhundert v. Chr. mit einer immer rascheren Expansion in Mittelitalien (Eroberung von Veji 396 v. Chr.), musste dabei aber auch schwere Rückschläge verkraften. Der „Galliersturm“ unter Brennus hinterließ psychologisch tiefe Spuren, wobei die Schlacht an der Allia am 18. Juli (wahrscheinlich) 387 v. Chr. als „dies ater“ („schwarzer Tag“) in die Geschichte Roms einging. 
Es folgten die Samnitenkriege (343–341 v. Chr.; 326–304 v. Chr.; 298–290 v. Chr.) und der Latinerkrieg (um 340–338 v. Chr.). Rom schuf schließlich ein weitverzweigtes Bündnisgeflecht. So wurden an strategisch wichtigen Orten Kolonien angelegt und Bündnisse mit mehreren italischen Stämmen geschlossen, die jedoch nicht das römische Bürgerrecht erhielten.
Aus dieser Zeit seiner Geschichte ging Rom als straffes Staatswesen mit schlagkräftiger Armee und starkem Drang zur Ausdehnung hervor. Damit waren die Grundlagen für seinen weiteren Aufstieg geschaffen. Konkurrierende Mächte stellten auf der Italischen Halbinsel die Stadtstaaten der Etrusker nördlich von Rom, die Kelten in der Po-Ebene und die griechischen Kolonien in Süditalien dar.
Im 3. Jahrhundert v. Chr. setzte sich Rom gegen die Samniten und andere italische Stämme durch. Nach und nach fiel die gesamte Halbinsel an Rom (außer Oberitalien, welches erst später annektiert wurde). Im Süden verleibte sich die Republik um 275 v. Chr. die dortigen griechischen Stadtstaaten ein, nachdem es während des Pyrrhischen Krieges gelungen war, den hellenistischen Hegemon Pyrrhos I. von Epiros abzuwehren. Mit dieser Expansion kam Rom allerdings in Konflikt mit der bisher Rom freundlich gesinnten Handelsrepublik Karthago (im heutigen Tunesien), was zu den Punischen Kriegen führte.

### Die Punischen Kriege und die Expansion im östlichen Mittelmeerraum
Im Ersten Punischen Krieg (264–241 v. Chr.) brach Rom die Vereinbarung mit Karthago über die Aufteilung der Interessenzonen auf Sizilien und dehnte seinen Einflussbereich bis an die Grenze des karthagischen Machtbereichs aus. Nachdem Karthago, solcherart provoziert, die Römer von See aus angegriffen und geschlagen hatte, baute Rom seine Flotte aus, um der Seemacht Karthago erfolgreich entgegentreten zu können. Nach mehreren Rückschlägen und wechselhaftem Kriegsglück gelang es Rom schließlich, besonders auf Sizilien Fuß zu fassen und die karthagische Flotte mehrmals zu schlagen. Karthago verlor im Friedensvertrag alle seine sizilischen Besitzungen (später auch Sardinien und Korsika); fortan war es das Hauptziel der karthagischen Politik, die Folgen dieser Niederlage auszugleichen. Die einflussreiche karthagische Familie der Barkiden errichtete in Hispanien eine Art Kolonialreich, dessen Ressourcen für den Kampf gegen Rom eingesetzt werden konnten.
Im Zweiten Punischen Krieg (218–201 v. Chr.) gelang es dem karthagischen Strategen Hannibal beinahe, Rom in die Knie zu zwingen, wobei als Kriegsgrund die Belagerung und Eroberung der griechischen Kolonie Saguntum durch Hannibal diente, die mit Rom „verbündet“ war. Nach dem Fall Saguntums und der Weigerung der Regierung in Karthago, Hannibal auszuliefern, folgte die römische Kriegserklärung. Hannibal nahm den Landweg durch das südliche Gallien, überquerte die Alpen und fiel mit einem Heer in Italien ein, wobei er mehrere römische Armeen nacheinander vernichtete. Besonders die Niederlage bei Cannae (216 v. Chr.) war schmerzhaft für die Römer: Es handelte sich um die schwerste Niederlage in der römischen Geschichte, doch gelang es Hannibal nicht, das Bündnissystem Roms in Italien zu zerstören, sodass Hannibal trotz seiner Siege weitgehend isoliert blieb. Der römische Feldherr Scipio setzte 204 v. Chr. nach Afrika über und besiegte Hannibal 202 v. Chr. bei Zama. Karthago verlor alle außerafrikanischen Besitzungen und seine Flotte. Damit war es als Machtfaktor ausgeschaltet, während Rom mit seiner neuen Provinz Hispanien zunehmend an Einfluss gewann.

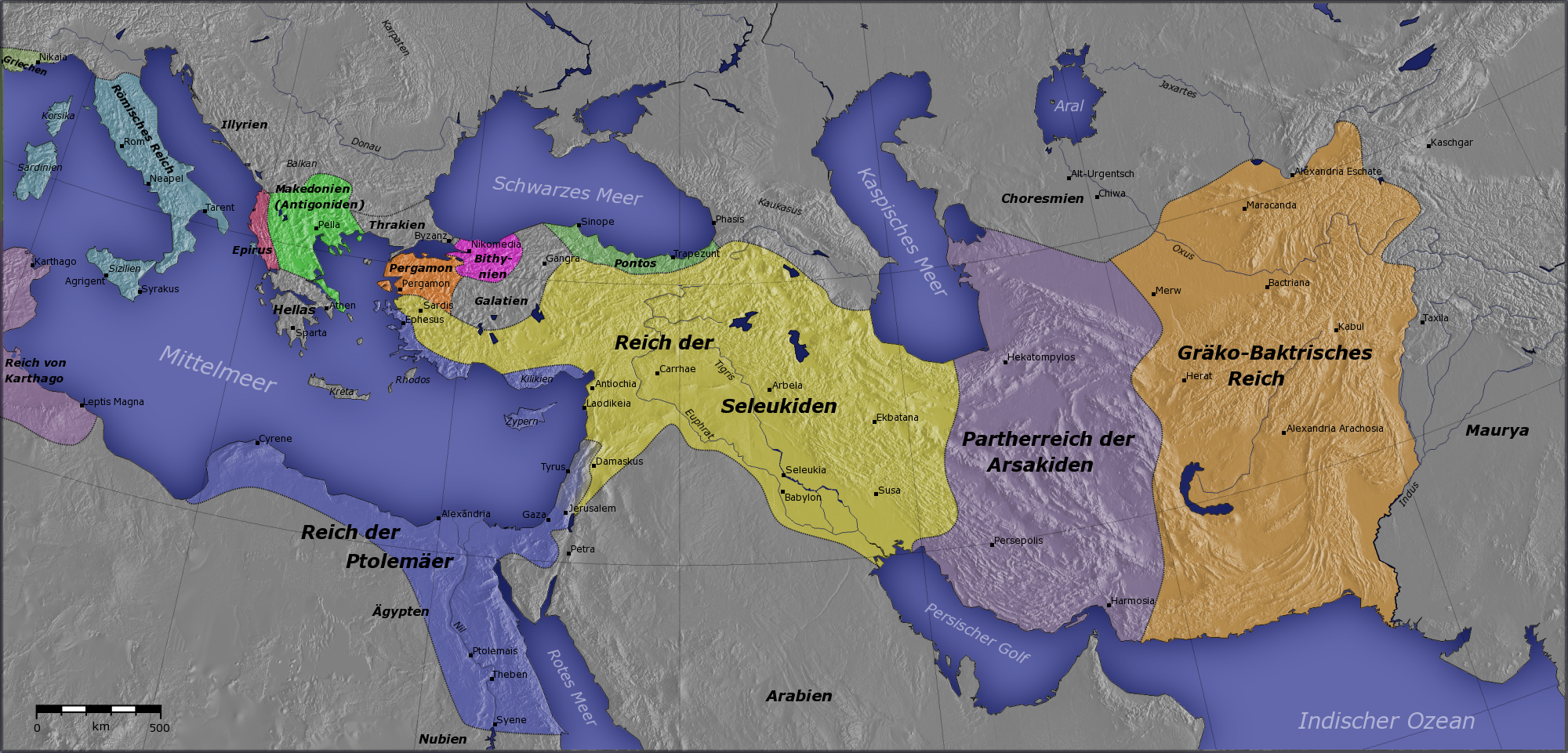
Die hellenistischen Großreiche um 200 v. Chr.

Der Sieg über Karthago im 1. und 2. Punischen Krieg sicherte Roms Vormachtstellung im westlichen Mittelmeer. Neben seiner neuen Rolle als Seemacht trugen auch die eroberten Silberminen in Hispanien und die gewaltigen Reparationen, die Karthago zu leisten hatte, zu Roms neuem Reichtum bei. In die Zeit ab 200 v. Chr. fiel auch die Einmischung Roms in das Machtspiel der hellenistischen Großreiche: Dort waren die Großmächte nicht in der Lage gewesen, ein friedliches Zusammenleben zu erreichen. Es folgten Konflikte mit den Antigoniden, wobei Rom 200 bis 197 v. Chr. in Griechenland gegen Philipp V. intervenierte, um den makedonischen Einfluss in Griechenland zurückzudrängen.
Auf ein Hilfegesuch kleinasiatischer Staaten hin kam es zum Römisch-Syrischen Krieg (192–188 v. Chr.) gegen das hellenistische Seleukidenreich unter Antiochos III. Dieser musste nach Roms Sieg auf einen Großteil seiner Besitzungen in Kleinasien verzichten. Rom wurde damit zur De-facto-Vormacht im östlichen Mittelmeerraum. Versuche Makedoniens, die alte Hegemonie wieder aufzurichten, führten zu den Makedonisch-Römischen Kriegen. 168 v. Chr. wurden die Makedonen unter ihrem König Perseus endgültig besiegt und ihr Königreich zerschlagen, 148 v. Chr. schließlich in eine römische Provinz umgewandelt. So erging es 146 v. Chr. auch Griechenland (ab 27 v. Chr. Provinz Achaea, vorher zu Makedonien gehörig) und der neuen römischen Provinz Africa nach der Zerstörung Karthagos, welches vor dem Dritten Punischen Krieg (149–146 v. Chr.) wieder an Macht gewonnen hatte.
Pergamon wurde durch Erbvertrag 133 v. Chr. zur römischen Provinz. Gleichen Status erhielt 64/63 v. Chr. das Restreich der Seleukiden, das nicht mehr lebensfähig war und von Pompeius, der eine Neuordnung des Ostens vornahm, zur Provinz Syria gemacht wurde. Nur das schwächelnde Ägypten der Ptolemäer, welches zu einem römischen Protektorat wurde, behielt seine Unabhängigkeit, ehe es im Jahre 30 v. Chr. ebenfalls im Römischen Reich aufging. An der Grenze des Partherreiches kam die römische Expansion zum Stehen, hier sollte Rom in den nächsten Jahrhunderten einen ebenbürtigen Gegner gefunden haben (siehe auch Partherkriege).
In den neuen Provinzen, vor allem in den reichen hellenistischen Küstenregionen, wurden in dieser Zeit von privaten „Gesellschaften“ („societates publicanorum“) römischer Ritter und Patrizier die Steuern erhoben. Während sie einen Fixbetrag an den Staat abführten, konnten sie Mehreinnahmen behalten. Dies führte zu oftmals unmäßigen Steuern, die die Wirtschaft dieser Gebiete auslaugten und immer wieder zu Aufständen führten. Über das Ansehen dieser Steuerpächter erfährt man etwa in der Bibel (Zöllner). Infolge der römischen Erfolge stieg auch die Menge des zur Verfügung stehenden Münzgeldes dramatisch an, ebenso wie sich die Anzahl der Sklaven immer mehr erhöhte. Für die Wirtschaft spielte die Sklaverei im Römischen Reich eine wichtige Rolle. Sklaven wurden zu ganz unterschiedlichen Tätigkeiten herangezogen, zugleich bestand aber die Möglichkeit, dass sie ihre Freiheit (zurück)erlangen konnten.
So außergewöhnlich die außenpolitischen Erfolge Roms auch waren (das die eroberten Gebiete und deren Bevölkerung insgesamt erfolgreich integrierte): Im Inneren erodierte die republikanische Ordnung allmählich.

### Die Revolutionszeit und die Bürgerkriege
Die Republik geriet seit der Mitte des 2. Jahrhunderts v. Chr. in eine innenpolitische Krise, die schließlich in die Epoche der Bürgerkriege mündete und mit dem Untergang der bisherigen Staatsform enden sollte. Hintergrund war zunächst der Ruf nach Reformen, vor allem im Agrarbereich. Die Römer pflegten einen Teil des im Krieg eroberten Landes in Staatsbesitz zu überführen und bedürftigen Bürgern zur Nutzung zu überlassen. Um Aneignung großer Agrargüter in den Händen einiger weniger zu vermeiden, war der Landbesitz offiziell auf 500 Iugera beschränkt worden. Dieses Gesetz konnte jedoch nicht durchgesetzt werden. Wohlhabende Bürger legten sich riesige Landgüter zu. Dies wurde spätestens zu dem Zeitpunkt zum Problem, als praktisch alles Land innerhalb Italiens verteilt war und gleichzeitig immer mehr Sklaven infolge der siegreichen Kriege ins Land strömten. Die Kleinbauern und Handwerker aus der Schicht der Plebejer konnten mit dem durch die zahlreichen Kriege stetig anwachsenden Sklavenheer nicht konkurrieren. Gleichzeitig waren sie durch die zahlreichen Kriege außerhalb Italiens zu langer Abwesenheit gezwungen, was den Erhalt des heimischen Hofes weiter erschwerte. Die Großgrundbesitzer hingegen vergrößerten ihren Landbesitz durch den Kauf unprofitabler Höfe oder auch durch gewaltsame Vertreibungen. Die Verarmung breiter Bevölkerungsschichten führte zu Landflucht und erheblicher Unzufriedenheit.
Andere Gruppen von Plebejern, die im Handel zu Reichtum gekommen waren, verlangten nach mehr Rechten. Die nach den Brüdern Tiberius Sempronius Gracchus und Gaius Sempronius Gracchus benannte Gracchische Reform sollte die Grundbesitzverhältnisse reformieren und den ärmeren Schichten der Bevölkerung zu Land und Einkommen verhelfen. Die Reform scheiterte allerdings am Widerstand der konservativen Senatskreise, der zugrundeliegende Konflikt blieb weiter bestehen: die Popularen, die Vertreter der Plebejer und Kleinbauern, und die Optimaten, die konservative Adelspartei, bekämpften sich gegenseitig, um ihre jeweilige Politik durchzusetzen. Tiberius Gracchus wurde ermordet, sein Bruder Gaius sah keinen Ausweg und nahm sich 121 v. Chr. das Leben. Straßenkämpfe und politische Morde standen an der Tagesordnung. Auch machten sich innere Spannungen im Bündnissystem Roms bemerkbar, so dass es 91 bis 89 v. Chr. zum sogenannten Bundesgenossenkrieg kam. Am Ende wurde das römische Bürgerrecht auch den Bundesgenossen verliehen. Im Anschluss daran kam es 88 v. Chr. zur berüchtigten Vesper von Ephesos: Nach der Ermordung Zehntausender römischer Siedler in Kleinasien zog Rom in den Krieg gegen Mithridates von Pontos und besiegte ihn nach mehrjährigen Kämpfen.

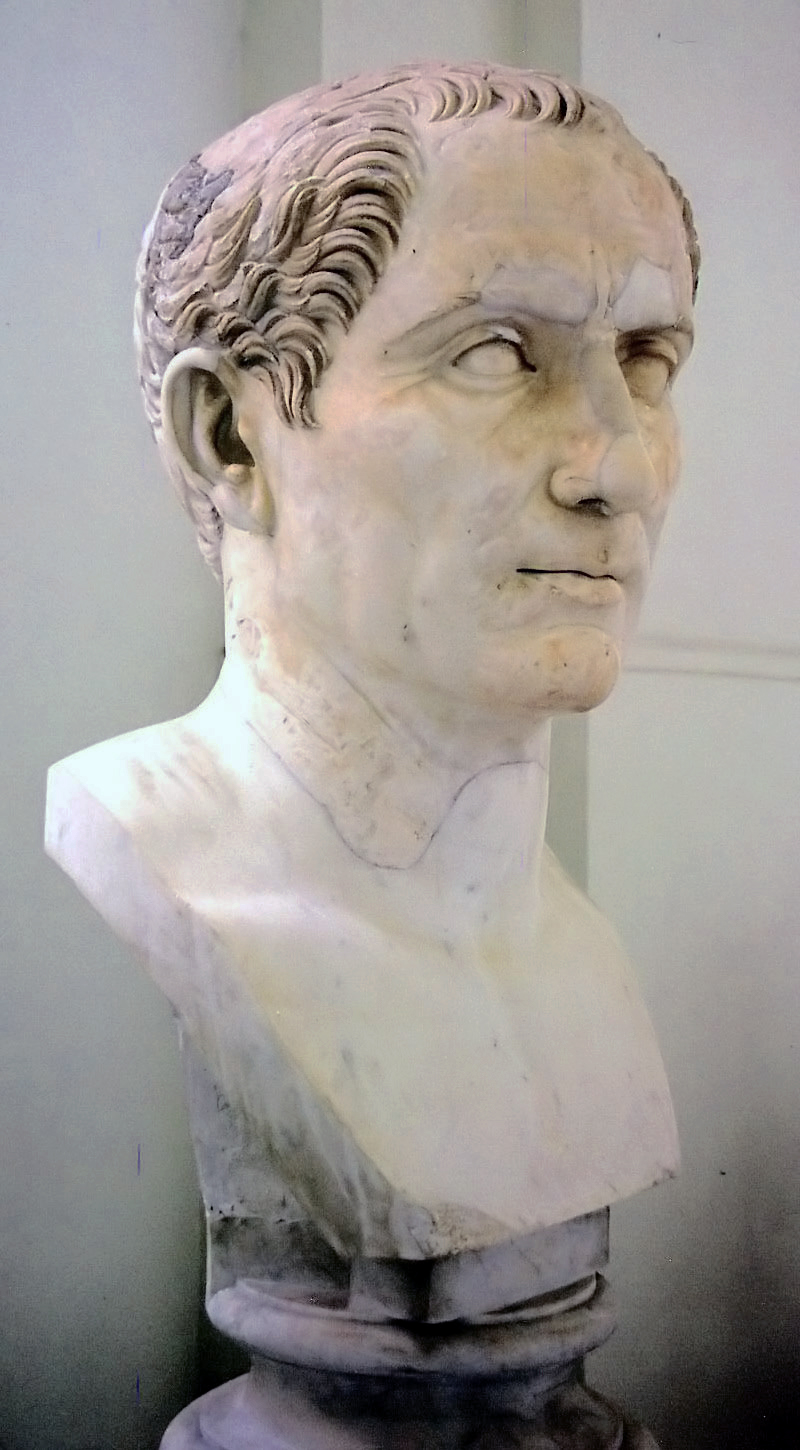
Büste Gaius Iulius Caesars, trajanische Kopie eines Originals von 50 v. Chr. (Archäologisches Nationalmuseum Neapel)

Diesen Ereignissen folgte der Beginn des römischen Bürgerkriegs, in dem sich wieder Popularen und Optimaten gegenüberstanden (Marius, Cinna, Sulla), die sich gegenseitig in blutigen Pogromen und durch formelle Proskriptionen bekämpften. Sulla blieb siegreich und errichtete die Diktatur, um die republikanische Senatsherrschaft wieder zu festigen. Doch hatte diese Lösung keinen wirklichen Bestand, zumal Sulla bald zurücktrat und die alten Kräfte sich wieder bekämpften. Die Nachwirkungen der Rechtsbrüche führten zu einer permanenten inneren Schwächung der Republik, die gleichzeitig in der Außenpolitik aber auch grandiose Erfolge erzielte, insbesondere mit der Annexion des Seleukidenreichs und der Neuordnung des Ostens durch Gnaeus Pompeius Magnus. Um diese Zeit ist in den Quellen erstmals vom Imperium Romanum die Rede.
Die Krise der Senatsherrschaft wurde schließlich durch das (erste) Triumvirat verdeutlicht: der erfolgreiche Militär Gnaeus Pompeius Magnus (dem der Senat die Anerkennung seiner Leistungen und die Versorgung seiner Veteranen verweigerte), der ehrgeizige Gaius Iulius Caesar (der zwischen 58 v. Chr. und 51 v. Chr. im Gallischen Krieg Gallien bis an den Rhein unterwerfen sollte) und der reiche Marcus Licinius Crassus gingen ein informelles Bündnis ein, um sich in ihren jeweiligen Interessen zu unterstützen. Nach dem Tod des Crassus in einem Feldzug gegen die Parther rangen die einstigen Freunde Caesar und Pompeius um die Macht im Staat (49–46 v. Chr.), wobei sich Pompeius auf die Seite des Senats stellte. Nachdem Caesar den westlichen Teil des Reiches unter seine Kontrolle gebracht hatte, siegte er am 9. August 48 v. Chr. über Pompeius bei Pharsalos in Griechenland. Pompeius wurde kurz darauf auf seiner Flucht in Ägypten ermordet. Nach weiteren Feldzügen in Ägypten, Kleinasien, Afrika und Spanien, wo die letzten Republikaner geschlagen wurden, brach die Republik in sich zusammen. 46 v. Chr. führte Caesar den Julianischen Kalender ein, der den veralteten Kalender ersetzte. Im Februar 45 v. Chr. wurde Caesar zum „Diktator auf Lebenszeit“ ernannt. Nur durch seine Ermordung an den Iden des März durch eine Verschwörergruppe unter Marcus Iunius Brutus und Gaius Cassius Longinus wurde verhindert, dass sich die Republik in eine Diktatur verwandelte.
Nach der Ermordung Caesars im Jahre 44 v. Chr. gelang es den Anhängern der Republik nicht, die alte republikanische Verfassung wiederherzustellen. In dem nun ausbrechenden Bürgerkrieg siegten nach Bildung des zweiten Triumvirats Octavian (der spätere Kaiser Augustus) und Marcus Antonius in der Schlacht bei Philippi gegen Brutus und Cassius. Nach Ausschaltung des letzten Konkurrenten Sextus Pompeius in Sizilien und der Entmachtung des dritten Triumvirn Marcus Aemilius Lepidus wandten sich Octavian und Marcus Antonius gegeneinander. In der Schlacht bei Actium besiegte Octavian 31 v. Chr. Marcus Antonius und die ihn unterstützende ägyptische Herrscherin Kleopatra. Damit fiel auch das reiche Ägypten an Rom und blieb für Jahrhunderte die „Kornkammer des Reiches“.
Der gesamte Raum um das Mittelmeer war nun unter römischer Herrschaft, das Mittelmeer wurde zum mare nostrum („unser Meer“).

### Die frühe Kaiserzeit (Prinzipat)

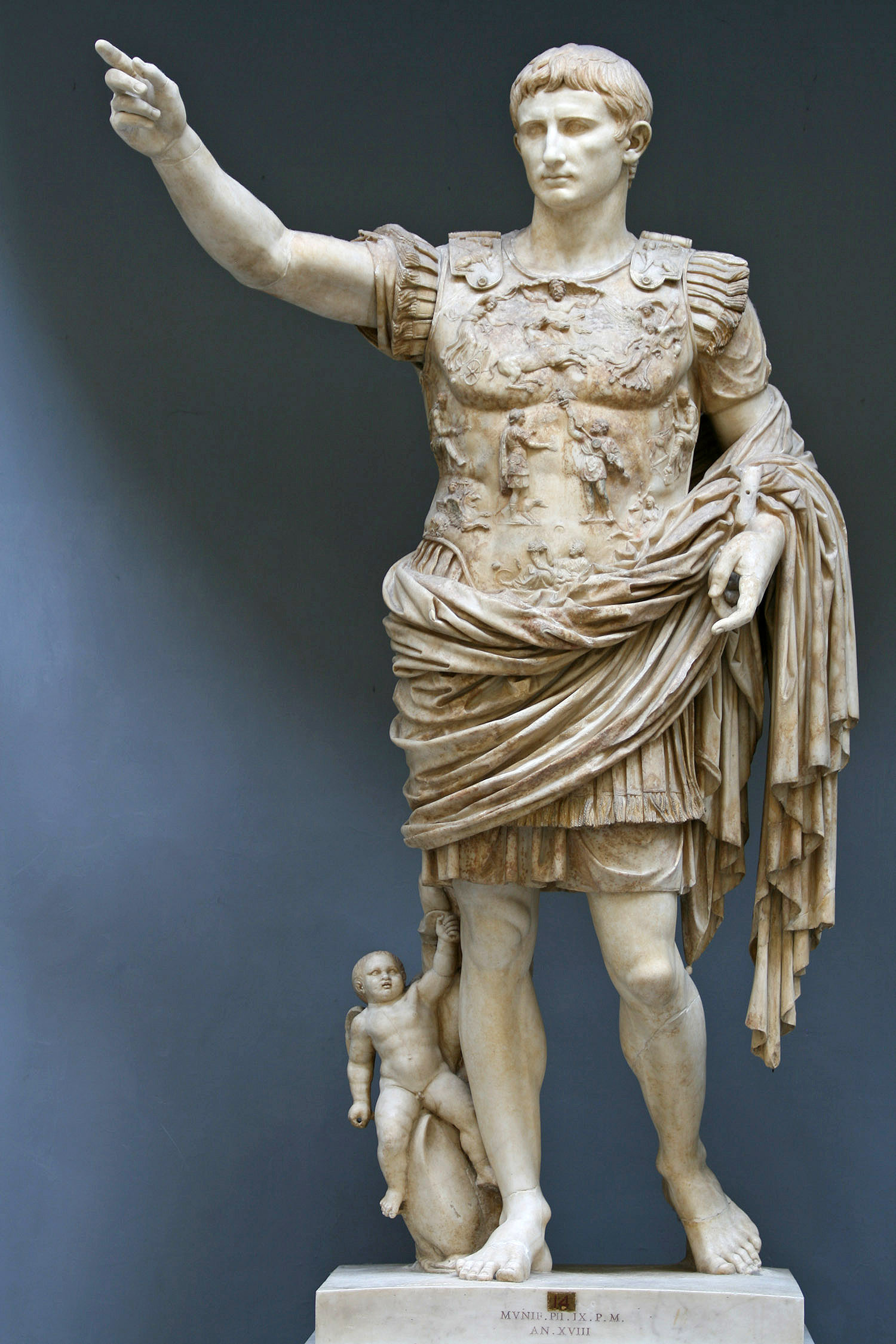
Augustus von Primaporta, Panzerstatue des ersten römischen Kaisers Augustus, Marmorkopie eines Bronzeoriginals um 20 v. Chr.

Octavian zielte wie Caesar auf eine Alleinherrschaft. Doch anders als Caesar versuchte er dieses Ziel nicht durch das Mittel einer außerordentlichen Diktatur zu erreichen. Octavian ließ vielmehr die alte republikanische Verfassung formal in Kraft, wenngleich dies nicht mehr als eine Fassade war. Er sicherte seine Position durch die Übernahme verschiedener Ämter, durch die Übertragung von Sondervollmachten und vor allem durch die Übernahme eines mehrjährigen Kommandos über wichtige Provinzen mit zahlreichen Legionen. Den alten senatorischen Adel konnte Octavian zu einer Anerkennung seiner Herrschaft bewegen, zumal die wichtigsten republikanisch gesinnten Familien bereits ausgeschaltet waren. Der Senat sah in Octavian den „Princeps“, den „Ersten Bürger des Staates“. Die von Octavian begründete Herrschaftsstruktur mit einer Verfassung, die sich in wesentlichen Punkten von der alten republikanischen Verfassung unterschied, wird deshalb auch „Prinzipat“ genannt. Octavian erhielt im Jahre 27 v. Chr. vom Senat den Titel „Augustus“ („der Erhabene“).

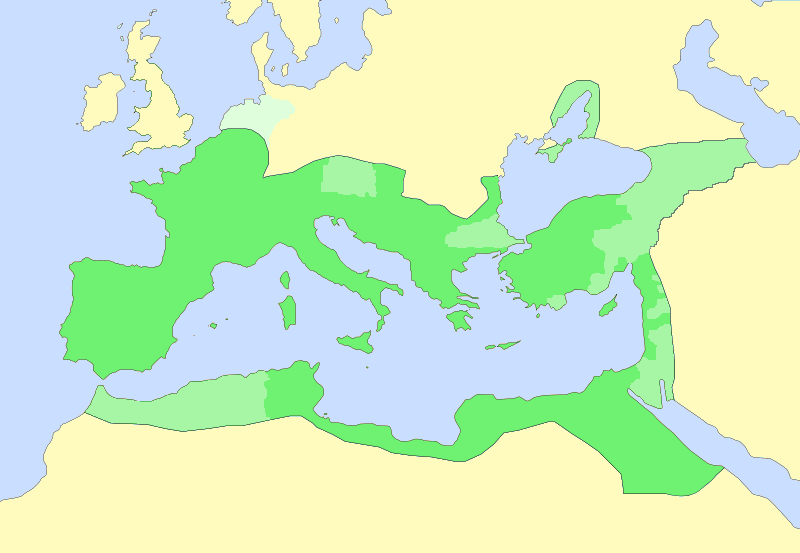
Das Römische Reich unter Augustus (Imperator 31 v. Chr. bis 14 n. Chr.):
Italien und die römischen Provinzen
abhängige Gebiete und Klientelstaaten
Provinz Germania magna

Auch in der Kaiserzeit blieben viele Einrichtungen der res publica erhalten: etwa der cursus honorum (Ämterlaufbahn), der Senat, die Provinzverwaltung und die Priestertümer („Pontifex maximus“ war jedoch der Kaiser). Allerdings wurden diese Ämter von politischen Entscheidungspositionen mehr oder weniger zu reinen Verwaltungsämtern. Die Gesellschaftsordnung der Republik begann sich zu verändern, indem seit Augustus Angehörige neuer Schichten, besonders aus Italien und den Provinzen, in die nach wie vor herausgehobenen Stände der Senatoren und besonders der Ritter (equites) aufstiegen. Die Kaiser hatten das Recht, Ritter zu ernennen, was eine gewisse Durchlässigkeit der sozialen Schranken bewirkte. (Sie konnten auch den ehrenvollen Rang eines Patriziers an plebejische Senatoren vergeben.) Daneben war es nun auch für Nichtbürger Roms einfacher, das Bürgerrecht zu erlangen.
Das Imperium Romanum beherrschte zu diesem Zeitpunkt bereits den gesamten Mittelmeerraum. Auch der Westen und Süden Germaniens gehörte zum römischen Reich; die Expansion nach Nordosten, die unter Augustus eingeleitet worden war (Augusteische Germanenkriege), wurde erst durch die Varusschlacht im Jahre 9 sowie durch die erfolgreiche germanische Abwehr von Rückeroberungsversuchen in den Folgejahren (Germanicus-Feldzüge) gestoppt. Anschließend beschränkte sich Augustus auf die Sicherung der bestehenden Grenzen, an denen fast das gesamte, etwa 300.000 Mann zählende Berufsheer stationiert wurde. Seine Maßnahmen trugen erheblich dazu bei, den „römischen Frieden“, die „Pax Romana“, zu festigen. In die Zeit des Augustus fallen viele wichtige Neuerungen, so wurde eine Volkszählung im gesamten Imperium durchgeführt, die die Zahl der römischen Bürger erfassen sollte. Ferner wurden auch in zahlreichen Provinzen sämtliche Einwohner erfasst, so etwa in Syrien (dies ist die in der Bibel erwähnte „Schätzung“). Straßen und Verkehrswege wurden ausgebaut, Wirtschaft und Kultur („augusteische Klassik“) erlebten eine Blütezeit; die römische Kultur erreichte die Provinzen, deren Zahl zunahm. Trotz aller Maßnahmen zur Bewahrung alter römischer Institutionen wurde schon zur Zeit des Augustus auch die Weiterentwicklung vom stadtzentrierten Staat der Stadt Rom zum Gesamtstaat weitergetrieben. Ein Zeichen dafür ist, dass Augustus sich drei Jahre lang in Gallien aufhielt und sich nicht an Rom als Herrschaftssitz gebunden fühlte. Sein Nachfolger Tiberius verbrachte seine Regierungszeit sogar überwiegend auf Capri. Die Institution des Princeps war demnach von Anfang an dermaßen abgesichert, dass die Herrscher die städtischen Institutionen, allen voran den Senat, aus dem noch die Attentäter Caesars kamen, nicht direkt kontrollieren mussten.
Augustus’ Adoptivsohn und Nachfolger Tiberius, der menschlich als ein schwieriger Charakter galt und sich wohl innerlich noch als Republikaner fühlte, beschränkte sich während seiner Herrschaft auf weitgehend defensive Maßnahmen zur Sicherung der Grenzen. Sein Nachfolger Caligula gilt traditionell als das erste Beispiel für „Cäsarenwahnsinn“; heute sieht man diesen Kaiser, der nur gut drei Jahre herrschte, vielfach differenzierter, was dennoch keine positive Bewertung seiner Regierungszeit bedeutet. Unter Claudius, der nach der Ermordung Caligulas mehr als Verlegenheitskandidat Kaiser wurde (formal war das Kaisertum zudem ohnehin nicht erblich), wurde Britannien dem Reich hinzugefügt, später folgte noch Thrakien, welches aber schon vorher ein von Rom abhängiges Klientelkönigtum gewesen war. Der schlechte Ruf von Claudius’ Nachfolger Nero geht unter anderem auf nachträgliche, besonders christliche Beurteilungen zurück, da er die erste große Neronische Christenverfolgung einleitete. Allerdings wird Nero auch in den heidnischen Quellen, in denen ein pro-senatorischer Standpunkt vertreten wurde, negativ dargestellt; ähnlich wird er auch weitgehend in der modernen Forschung beurteilt, wobei ihm unter anderem die Vernachlässigung des Militärs vorgeworfen wird. Neros Tod beendete 68 n. Chr. die Vorherrschaft des julisch-claudischen Hauses, das sich auf zwei der bedeutendsten römischen Geschlechter zurückführen konnte. Sein Ende markiert eine Zäsur in der römischen Geschichte: Fortan sollte kaum noch ein Kaiser dem alten stadtrömischen Adel entstammen.

### Die hohe Kaiserzeit

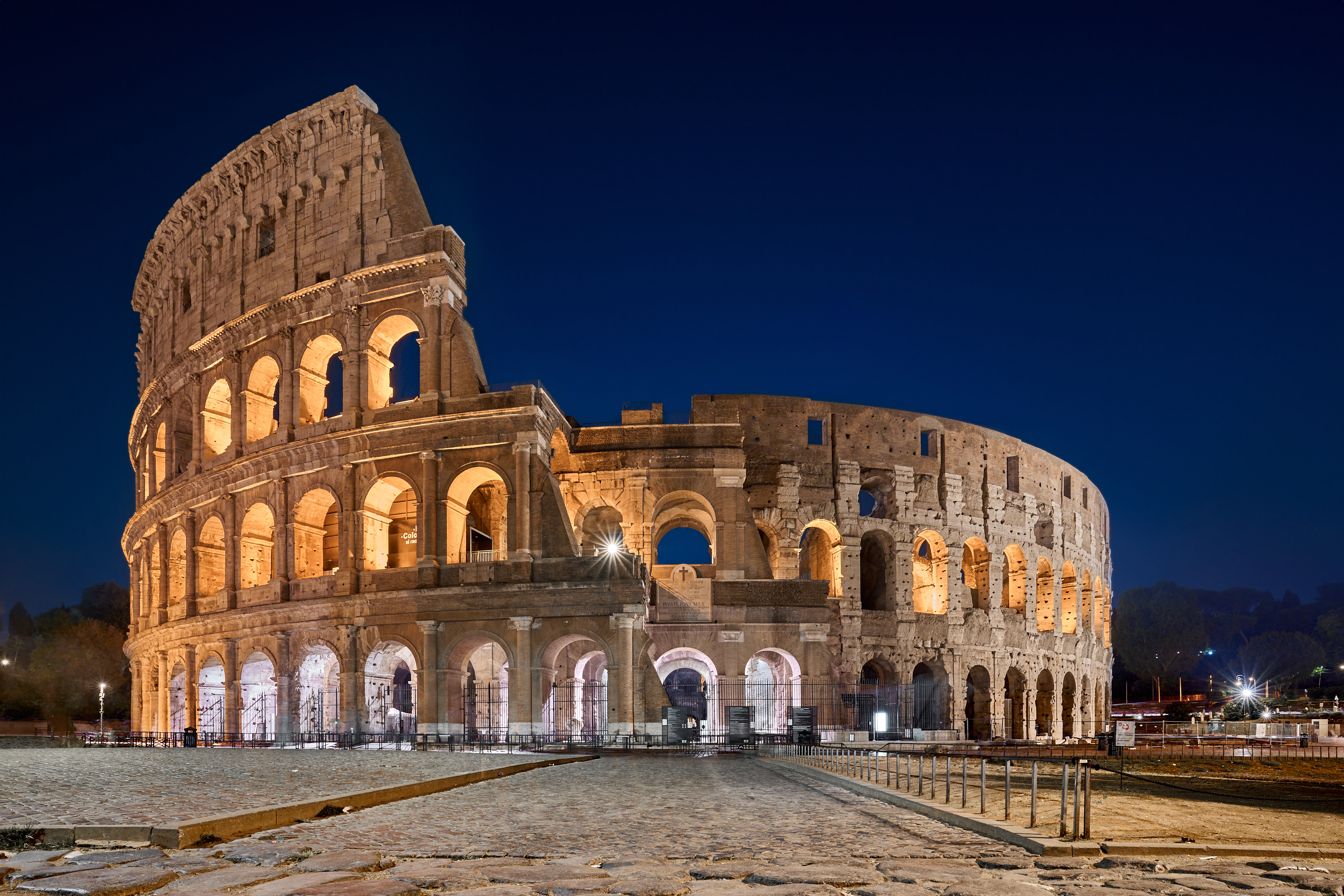
Das Kolosseum in Rom, erbaut zwischen 72 und 80 n. Chr.

Nach den Wirren des Vierkaiserjahres traten die insgesamt erfolgreich regierenden Flavier die Herrschaft an, wobei Kaiser Vespasian im Jahre 70 einen Aufstand in Judäa durch seinen Sohn Titus niederschlagen ließ. Vespasian sanierte die Staatsfinanzen und sicherte die Grenze im Osten gegen die Parther ab. Als Vespasian, der auf eine insgesamt erfolgreiche Regierungszeit zurückblicken konnte, im Jahr 79 starb, folgte ihm Titus nach, dem allerdings nur eine sehr kurze Regierungszeit vergönnt war, in der es zu mehreren Katastrophen kam (Ausbruch des Vesuv sowie eine Seuchenepidemie). Titus tat, was in seiner Macht stand, um deren Folgen zu bewältigen. Titus’ Bruder Domitian trat 81 seine Nachfolge an. Er wird in den Quellen, beispielsweise bei Tacitus und Sueton, in düsteren Farben gezeichnet, da sein Verhältnis zum Senat gestört war, konnte aber durchaus Erfolge verbuchen und die Verwaltung effizienter gestalten. 96 brachte ihn jedoch eine Hofintrige zu Fall.

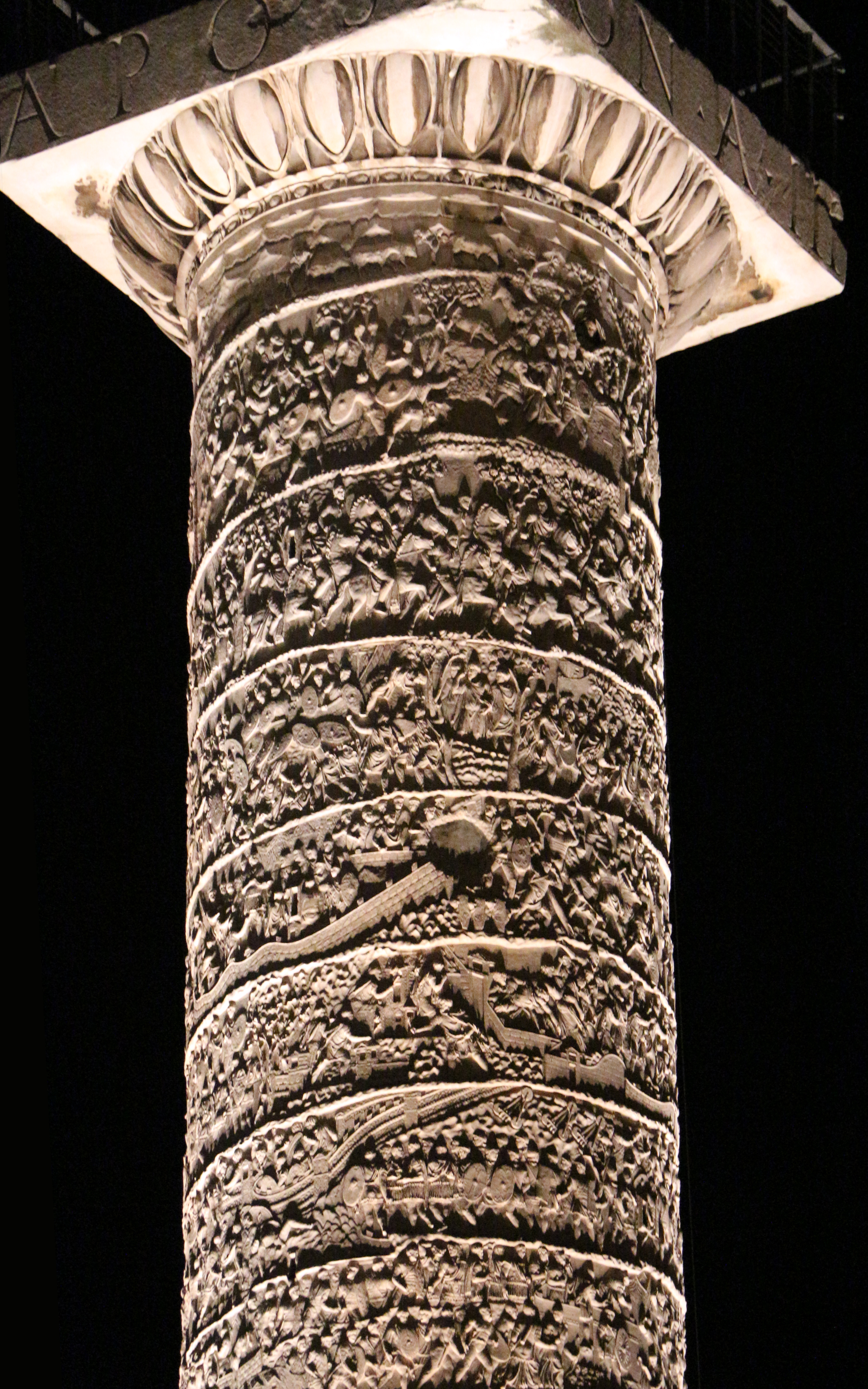
Die Trajanssäule in Rom mit Darstellungen aus den Dakerkriegen

Die nachfolgende Zeit der Adoptivkaiser, die mit Nerva begann, wird allgemein als die Glanzzeit des Imperiums verstanden, sowohl kulturell als auch in Bezug auf die Machtstellung Roms. Die Kaiser nahmen meist Rücksicht auf die Befindlichkeit des Senats und hielten in der Regel an der Staatsordnung des Prinzipats fest. Seine größte Ausdehnung erreichte das Römische Reich unter Nervas Nachfolger Trajan im Jahre 117, wobei Trajan, der als erster Kaiser nicht aus Italien, sondern aus den Provinzen stammte (aus Hispanien), als optimus princeps gefeiert wurde, als „bester Kaiser“. Das Imperium erstreckte sich nach Trajans Dakerkriegen und den Kämpfen gegen das Partherreich von Schottland bis nach Nubien in Nord-Süd-Richtung und von Portugal bis nach Mesopotamien in West-Ost-Ausrichtung; allerdings mussten die Eroberungen östlich des Euphrats nach sehr kurzer Zeit wieder aufgegeben werden, da sie nicht zu halten waren. Unter dem gebildeten und hellenophilen Hadrian kam es nun zu einer inneren Konsolidierung des Reiches und zu einer zivilisatorischen, kulturellen und technischen Blüte, die die Ausbreitung des damals noch jungen, schon stark angewachsenen Christentums begünstigte. Er verlegte sich vor allem auf den Aufbau von effizienten Grenzbefestigungen (zum Beispiel der Hadrianswall in Britannien, oder die Befestigung und Begradigung der Ostgrenze). Allerdings werfen einige moderne Historiker dem Kaiser vor, die Reichsfinanzen zu stark belastet zu haben. In der Tat lassen sich Vorboten einer Wirtschaftskrise erkennen, die aber noch keine dramatischen Ausmaße annahm.

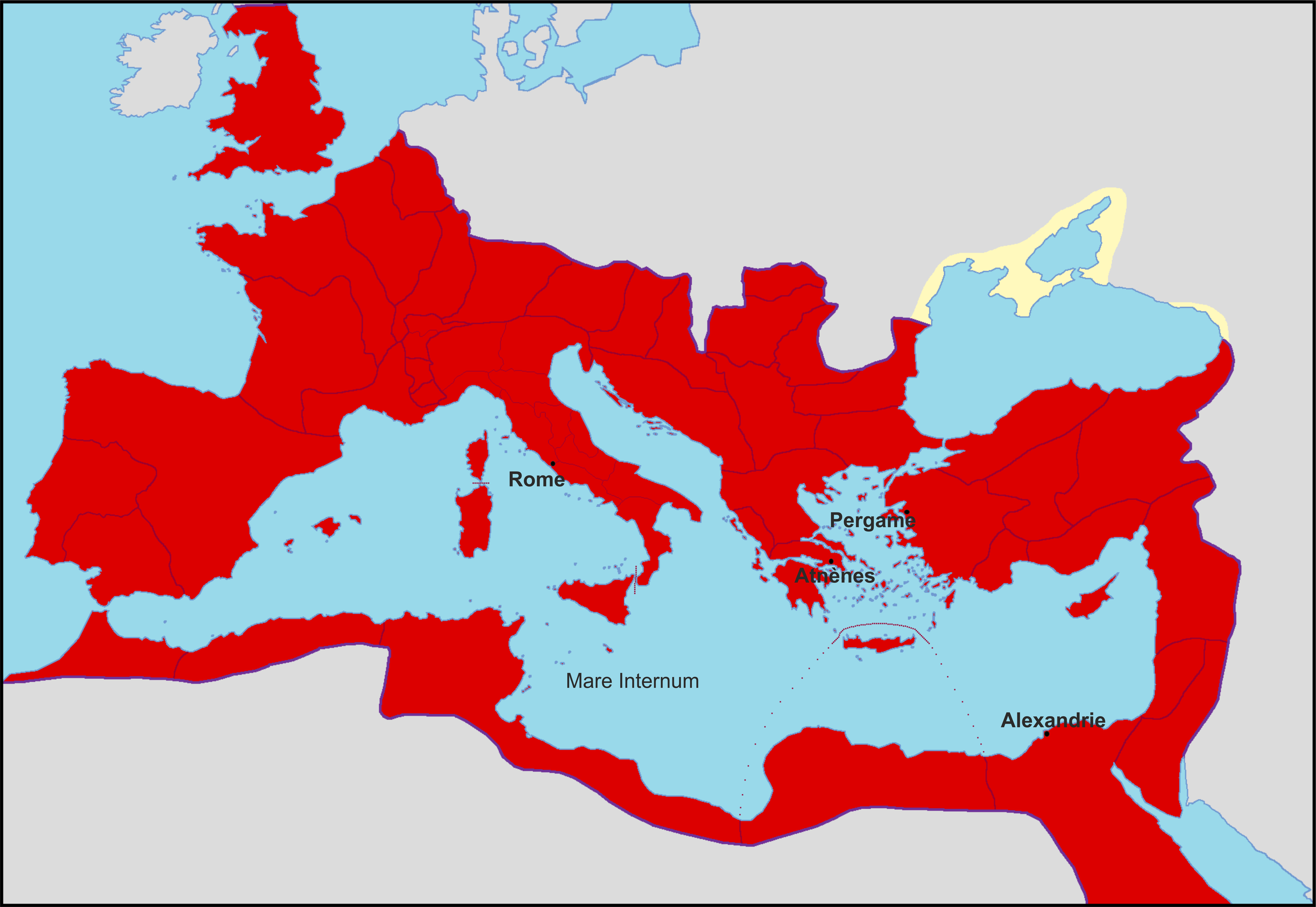
Das Römische Reich und seine Provinzen um 150 n. Chr.

Um die Mitte des 2. Jahrhunderts, mit Beginn der Antoninischen Dynastie, schien das Imperium unter Antoninus Pius auf seinem Höhepunkt angelangt zu sein, doch traten unter dem „Philosophenkaiser“ Mark Aurel (161 bis 180) bereits die ersten Probleme auf. Es kam zu erbitterten Kämpfen mit verschiedenen germanischen Stämmen, besonders mit den Markomannen – wobei die Kämpfe mehrmals wieder ausbrachen, siehe Markomannenkriege –, während im Osten 161 die Parther angriffen; zudem schleppten die 166 siegreich aus dem Osten zurückkehrenden römischen Truppen eine Seuche in das Imperium ein, die sogenannte „Antoninische Pest“. Neben der ernsthaften äußeren Bedrohung, welche die Ressourcen des Reiches bis an die Grenzen des Machbaren beanspruchte, machten sich im Inneren erste Zerfallserscheinungen bemerkbar. Nach dem Tod Mark Aurels, der gerade im Bereich der nördlichen Grenze vorläufige Erfolge verbuchen konnte, jedoch innere Reformen versäumte, kam es zu einer Reihe von weiteren Krisenereignissen, zumal sein Sohn Commodus offenbar nicht in der Lage war, dem Reich Sicherheit zu geben. Als er 192 ermordet wurde, folgte ein Bürgerkrieg.
Zu Beginn des 3. Jahrhunderts konnten die Severer die Lage stabilisieren; Septimius Severus, der sich 193 im Kampf um die Macht durchsetzte, war auch der erste aus Africa stammende Kaiser. Er konnte im Krieg gegen die Parther einige Erfolge verbuchen (Einrichtung der römischen Provinz Mesopotamien), im Inneren wuchs derweil die Macht der Militärs. Unter Caracalla wurde allen freien Bewohnern des Reiches, außer den „dediticii“ (den militärisch Unterworfenen, die in einem besonderen Rechtsverhältnis zu Rom standen), das römische Bürgerrecht verliehen (Constitutio Antoniniana), was eine markante Zäsur in der Gliederung des römischen Staatswesens darstellte. Caracalla, der bei Volk und Heer beliebt war, jedoch innerhalb des Senats und auch seiner eigenen Familie Feinde hatte, fiel während seines Partherfeldzugs einem Attentat zum Opfer. Nach einer kurzen Zwischenzeit bestieg Elagabal den Thron, dessen Regierungszeit vom letztendlich gescheiterten Versuch geprägt war, die gleichnamige orientalische Gottheit zum Staatsgott zu erheben. 222 wurde der unbeliebte Elagabal ermordet und Severus Alexander versuchte vergeblich, sich im Krieg im Osten gegen das Sassanidenreich (siehe unten) und am Rhein gegen die Germanen zu bewähren. 235 wurde er von unzufriedenen Soldaten ermordet.

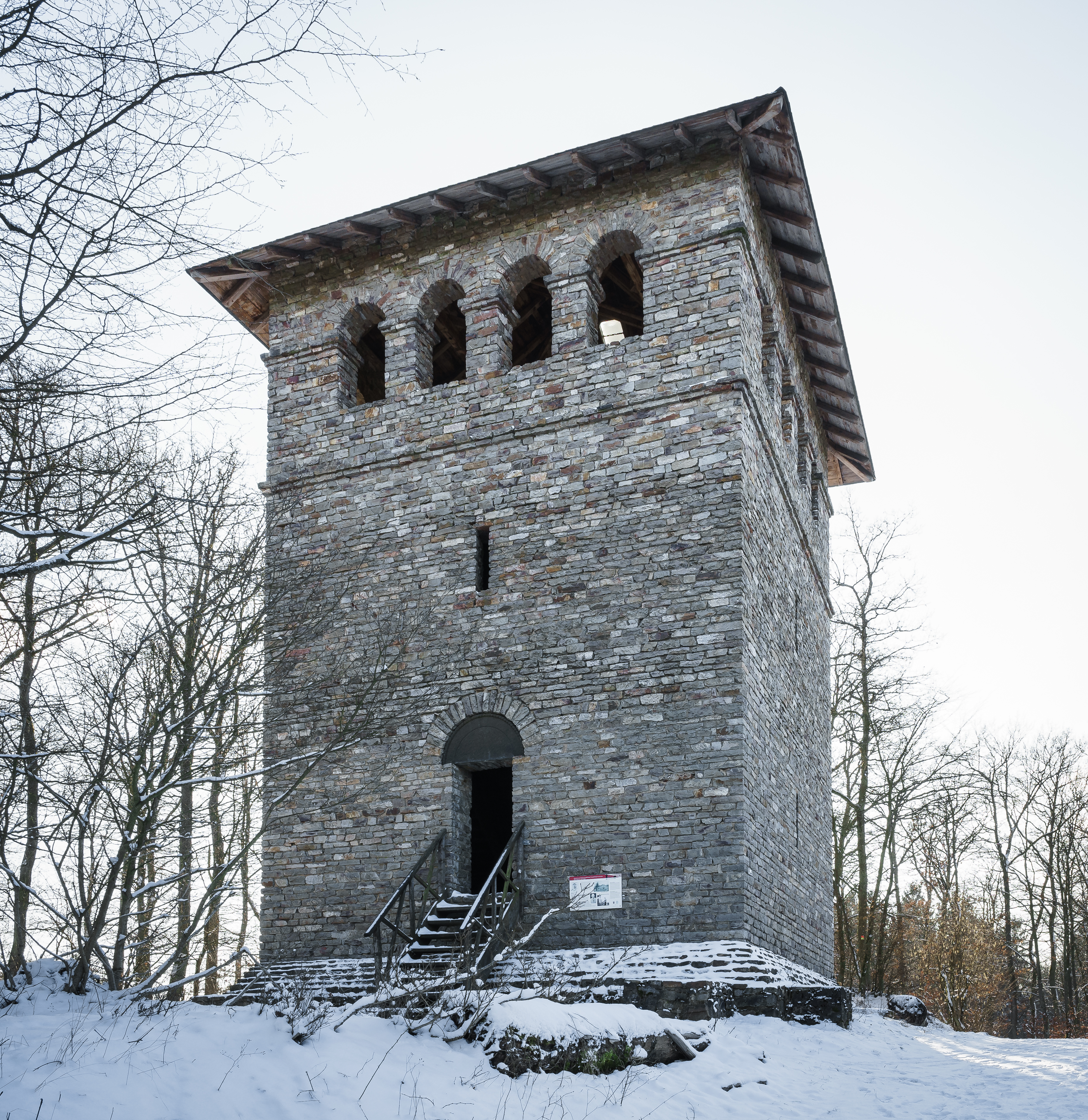
Wachturm am Limes (Rekonstruktion)

Es folgte nach dem eher unrühmlichen Ende der Severer die sogenannte Reichskrise des 3. Jahrhunderts, in welcher sich die Soldatenkaiser dem Ansturm plündernder Germanen an Rhein und Donau (besonders der Alamannen und der Goten) ausgesetzt sahen. Umstritten ist dabei, ob die inneren Wirren im Reich eher Anlass oder eher Folge der außenpolitischen Probleme waren. 259/60 musste jedenfalls im Rahmen des Limesfalls der Obergermanisch-Raetische Limes geräumt werden. Vor allem aber kam es an der Ostgrenze zu schweren Kämpfen mit dem Neupersischen Reich der Sassaniden (seit 224), welche die Dynastie der parthischen Arsakiden gestürzt hatten (siehe dazu Römisch-Persische Kriege). Die Sassaniden sollten sich als ein gefährlicherer Gegner Roms erweisen, als es die Parther je gewesen waren: Der bedeutende Sassanidenkönig Schapur I. fiel mehrmals plündernd in Syrien ein und konnte dabei mehrere römische Heere besiegen. 260 fiel sogar Kaiser Valerian in seine Hand, welcher sein Leben in der Gefangenschaft beschloss – eine unvergleichliche Blamage für Rom. Sein eigentliches Ziel, die Rückeroberung des um 200 von Septimius Severus annektierten Nordmesopotamien, konnte der Sassanidenkönig aber nicht erreichen.
Während Rom im Osten bemüht war, die Provinzen Syriens und Kleinasiens zu sichern, erodierte auch im Westen die kaiserliche Autorität. Die Statthalter in Provinzen, die das Kommando über mehrere Legionen in den Händen hielten, nutzten dies oftmals, um an die Macht zu gelangen. Dabei kam es immer wieder zu Bürgerkriegen zwischen den Usurpatoren und sogar zur Abspaltung einzelner Provinzen (besonders Galliens, siehe Gallisches Sonderreich), die aber unter Kaiser Aurelian wieder rückgängig gemacht werden konnten. Das seit der frühen Kaiserzeit bewährte „Akzeptanzsystems“ (Egon Flaig) des Prinzipats, in dem die Legitimität jedes princeps grundsätzlich auf der Zustimmung von Heer, Senat und Bevölkerung von Rom beruhte, stieß an seine Grenzen. Andere Mächte versuchten, die Schwäche Roms zu nutzen. So musste etwa Palmyra, ein ehemaliger Verbündeter Roms gegen die Parther und später die Sassaniden, 272 gewaltsam unterworfen werden, nachdem es unter Zenobias Führung zeitweilig Teile der östlichen Provinzen Roms erobert hatte. Die Krise führte zu zahlreichen Veränderungen, betraf allerdings nicht alle Gebiete des Reiches im selben Ausmaß. Und es sollte schließlich noch einmal gelingen, den drohenden Verfall des Reiches abzuwenden.

### Der Beginn der Spätantike
Mit Diokletian vollzog sich 284 der Übergang in die Spätantike, die von einer – im Gegensatz zur vorherigen Zeit – stärkeren Zentralisierung und Bürokratisierung sowie dem späteren Sieg des Christentums geprägt war. Diese Zeit wird heute nicht mehr, wie noch in der älteren Forschung (so etwa Edward Gibbon oder Otto Seeck), als eine reine Zerfallszeit begriffen, sondern vielmehr als eine Zeit des Umbruchs und der Transformation der antiken Mittelmeerwelt.
Diokletian reformierte die Verwaltung, die in einen zivilen und einen militärischen Sektor geteilt wurde, und schuf die Ordnung der „Tetrarchie“, wonach es zwei „Senior-Kaiser“ („Augusti“) mit jeweils einem „Junior-Kaiser“ („Caesar“) geben sollte. Denn für einen Kaiser alleine war das Imperium schon längst unregierbar geworden, besonders da der Druck auf die Grenzen ständig anwuchs und stets mit Usurpationen gerechnet werden musste, wenn sich kein Mann mit kaiserlichen Vollmachten in Reichweite der kämpfenden Truppe aufhielt. Allerdings blieb das Reich insofern eine Monarchie, als einer der vier Herrscher, der senior Augustus Diokletian, die größte Autorität und das letzte Wort in allen Fragen hatte. Die Teilung der Provinzen und die Einführung der Diözesen und Präfekturen sollten die Verwaltung der Provinzen effizienter machen. Mit Höchstpreisverordnungen versuchte Diokletian, Inflation und wirtschaftlichen Niedergang einzudämmen. Die religiöse Festigung kaiserlicher Herrschaft (so nahm Diokletian nach dem Gott Jupiter den Beinamen „Iovius“ an) sollte eine neuerliche Ausrichtung der Reichsbewohner auf Staat und Kaiser bewirken. Besonders die Christen empfand Diokletian daher als illoyal dem Reich gegenüber. Die letzten (und heftigsten) Christenverfolgungen im Römischen Reich fanden in seiner Regierungszeit statt.
Die Idee der Teilung des Kaisertums war nicht völlig neu, doch wurde sie nun konsequenter umgesetzt. Allerdings wurde der Gedanke der Reichseinheit jetzt und später nicht aufgegeben. Rom blieb der ideelle Mittelpunkt des Reiches, auch wenn die Kaiser ihre Residenzen nun in die Nähe der Grenzen, so etwa nach Augusta Treverorum (aus dem das heutige Trier hervorging), verlegten.

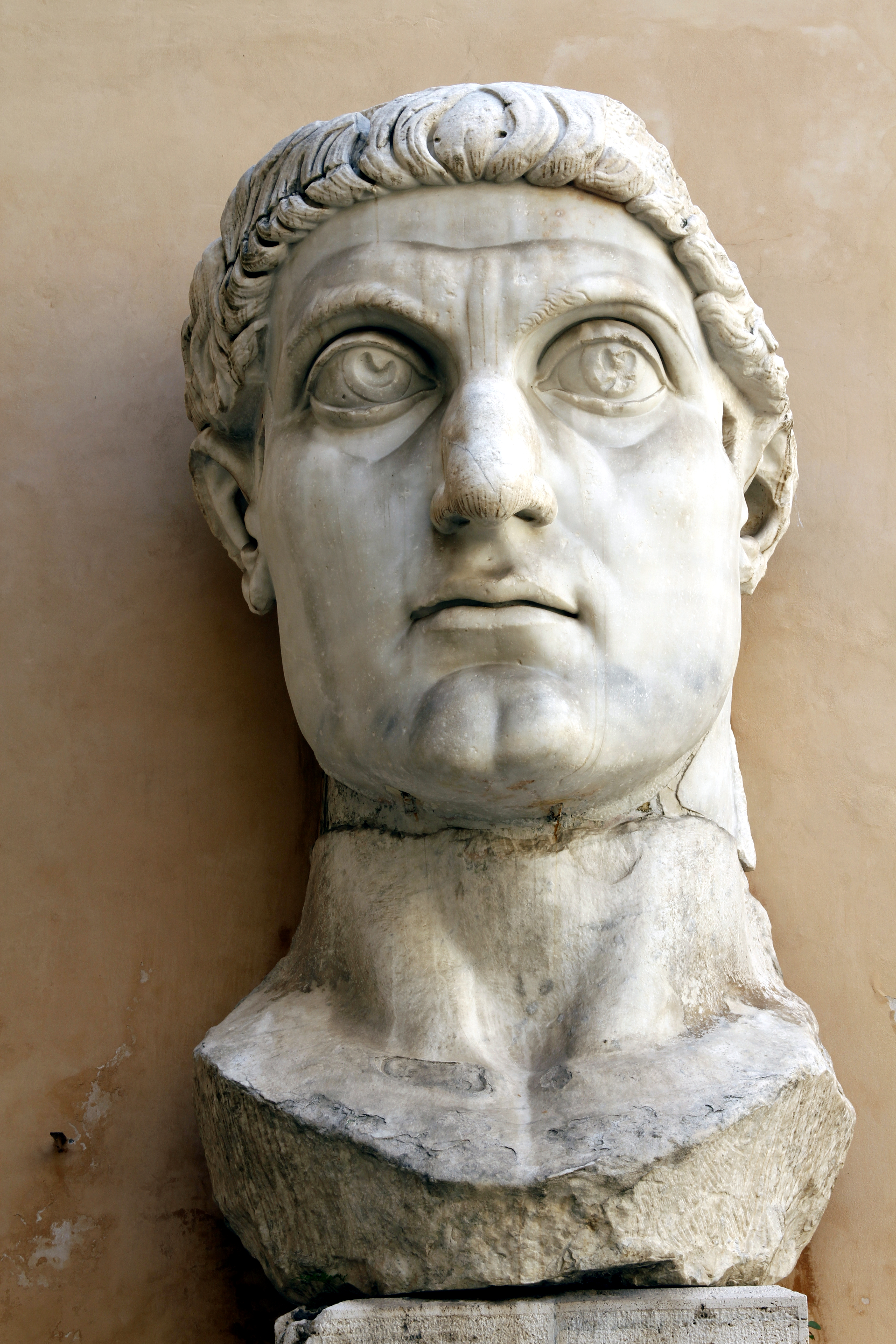
Kopf der Kolossalstatue Konstantins des Großen (Kapitolinische Museen, Rom)

Konstantin der Große, dessen Vater Constantius I. nach dem Rücktritt von Diokletian und dessen Mitkaiser Maximian das Amt des „Senior Augustus“ im Westen übernommen hatte, wurde 306 von seinen Soldaten zum Kaiser ausgerufen, und der nun ranghöchste Kaiser Galerius erkannte ihn widerwillig als Mitherrscher an. Konstantin gab sich damit nicht zufrieden. Er beseitigte nach und nach seine Rivalen und sorgte so für die Auflösung der römischen Tetrarchie. Bereits seit 312 herrschte er im Westen und etablierte 324 die Alleinherrschaft über das gesamte Imperium. Bedeutend wurde seine Regierungszeit vor allem aus zwei Gründen: Zum einen wegen der Privilegierung des Christentums, die die konstantinische Wende einleitete, und zum anderen wegen der Gründung von Konstantinopel, das von nun an als neue Hauptstadt diente. Der Blick des Reiches wandte sich mehr und mehr gen Osten. Des Weiteren trieb Konstantin weitere Reformen voran, so wurde beispielsweise die militärische von der zivilen Verwaltung nun strikt getrennt; mit dem magister militum wurde ein neuer hoher und später sehr einflussreicher Militärrang geschaffen.
Konstantins Dynastie überlebte ihn nicht lange. Es folgten zunächst Bruderkämpfe, bis Constantius II. 353 die Alleinherrschaft erlangte. Nach seinem Tod kam es 361 unter seinem Nachfolger Julian, dem Neffen Konstantins, zu einer „Renaissance“ des Heidentums, die aber nicht von langer Dauer war, weil der Kaiser schon 363 bei einem missglückten Perserfeldzug ums Leben kam. Mit ihm erlosch die konstantinische Dynastie.
Unter Valentinian I. wurde das Reich aus Verwaltungsgründen vorläufig und nach dem Tod Kaiser Theodosius’ I. endgültig geteilt, auch wenn die Reichseinheit prinzipiell niemals aufgegeben wurde, was sich nicht nur an einem gemeinsamen Bürgerrecht, sondern auch an ständigen Rangstreitigkeiten zwischen den beiden Kaiserhöfen ablesen lässt. Theodosius war nach dem Tod des Valens von Valentinians Sohn Gratian als Kaiser im Osten eingesetzt worden. Es gelang ihm nach der verheerenden Niederlage von Adrianopel, die eingedrungenen Goten durch Verträge wenigstens vorläufig zu binden. 394 wurde Theodosius schließlich Alleinherrscher, nachdem es im Westen zu einer Reihe von Usurpationen und Revolten gekommen war; er war der letzte Kaiser, der über das gesamte Imperium herrschen sollte. In seine Zeit fällt auch die Einführung des Christentums als Staatsreligion. Nach seinem Tod 395 kam es unter seinen Söhnen Honorius (im Westen) und Arcadius (im Osten) zu einer letzten Reichsteilung, die sich als endgültig erweisen sollte. Dennoch blieb die Idee der Reichseinheit, wie gesagt, lebendig – so galten die Gesetze des einen Kaisers normalerweise auch im Machtbereich des jeweils anderen.

### Untergang des Reiches im Westen und Behauptung im Osten
Das Oströmische Reich überstand die Wirren der sogenannten Völkerwanderung, vor allem, da es der ökonomisch gesündere und dichter bevölkerte Reichsteil war und im Inneren befriedet blieb. Im Laufe des 5. Jahrhunderts zerfiel derweil allmählich das Römische Reich im Westen in endlosen Bürgerkriegen, an denen zunehmend auch reichsfremde Söldner (foederati) beteiligt waren. Das Vordringen der Hunnen hatte nach Ansicht mancher Forscher einen Dominoeffekt ausgelöst, der die politische Aufteilung Europas gänzlich verändert habe; andere Historiker halten hingegen die internen Wirren für entscheidend. Die kaiserliche Regierung verlor jedenfalls nach 400 zunehmend die Kontrolle über die westlichen Provinzen, die von Bürgerkriegen und Plünderungszügen geplagt wurden. Große Teile Galliens und Spaniens gingen um die Mitte des 5. Jahrhunderts an germanische Krieger (Vandalen, Franken, Goten) verloren, die Rom anfangs als Söldner (foederati) dienten, aber zusehends eigene Ziele verfolgten. Vor allem der Verlust Africas an die Vandalen 435 war ein schwerer Schlag für Westrom. Der westliche Regierungssitz war bereits um die Jahrhundertwende von Mailand nach Ravenna verlegt worden. Und selbst Italien geriet immer mehr unter den Einfluss von Germanen. 410 plünderten meuternde Westgoten die Stadt Rom, 455 folgten ihnen darin die Vandalen, 472 schließlich die Krieger Ricimers. 476 setzte Odoaker schließlich Romulus Augustulus als weströmischen Kaiser ab (letzter anerkannter Westkaiser war allerdings Julius Nepos gewesen). Odoaker sah sich selbst als einen „Germanen in römischen Diensten“ und seine Herrschaft in Italien als Teil des Imperium Romanum unter dem römischen Kaiser in Konstantinopel, und auch sein Nachfolger Theoderich der Große sah sich selbst als Herrscher von Westrom und bemühte sich um eine kaiserliche Anerkennung seiner Stellung.
Es gibt mehrere Gründe für den Untergang des Römischen Reiches im Westen, während das Ostreich trotz aller Krisen intakt blieb. Welche Prozesse letztlich zur Transformation des weströmischen Reiches in eine Reihe von poströmisch-germanischen Nachfolgestaaten im Frühmittelalter führten, die spätestens seit dem 7. Jahrhundert als souverän gelten konnten (wobei es sich um einen fließenden Prozess handelte), ist seit langem Gegenstand der Forschungsdiskussion. So bestand das Heer zum größten Teil nicht mehr aus römischen Bürgern, sondern aus Reichsfremden, wobei man allerdings jene Krieger, die dem regulären Heer beitraten und so zu Römern wurden, von den unter eigenen Anführern kämpfenden und formal reichsfremden foederati unterscheiden muss (ob es in der Spätantike wirklich zu einer „Barbarisierung“ der Armee kam, ist in der heutigen Forschung sehr umstritten). Die Stärke der westlichen Armee reichte angesichts leerer Kassen zudem nicht mehr aus, um die Grenzen zu sichern und Vergeltungsfeldzüge zu unternehmen. Im Inneren war die Verwaltung marode geworden, auch ein wirtschaftlicher Niedergang ist festzustellen, wenn auch nicht so dramatisch, wie noch die ältere Forschung meinte. Ehrgeizige Militärs wie Stilicho, Constantius (III.), Aëtius oder Ricimer – Römer ebenso wie „Barbaren“ – dominierten den westlichen Kaiserhof und lieferten einander blutige Machtkämpfe. 
Anders war die Lage im Osten: Der Ostteil des Reiches war wirtschaftlich erfolgreicher, konnte Bürgerkriege weitgehend vermeiden, verfügte über die größeren strategischen Reserven und betrieb auch die geschicktere Diplomatie. Vor allem das Hochland Anatoliens mit dem Taurusgebirge und die Propontis bildeten natürliche Barrieren gegen das Vordringen feindlicher Truppen. Zudem war es Hunnen und Germanen nie gelungen, den Hellespont zu überqueren; daher blieben die reichen Provinzen Kleinasiens, Syriens und Ägyptens weitgehend unbehelligt. Die oftmals „barbarischen“ Militärs, deren Machtstreben mit zum Untergang Westroms beigetragen hatte, wurden noch im 5. Jahrhundert vom Kaiserhof zurückgedrängt und zu Beginn des 6. Jahrhunderts zum größten Teil ausgeschaltet. Fortan blieb das Militär unter Kontrolle. Und obwohl es zu schweren Kämpfen mit Hunnen und vor allem den Sassaniden kam (siehe Römisch-Persische Kriege), blieb das Ostreich intakt.

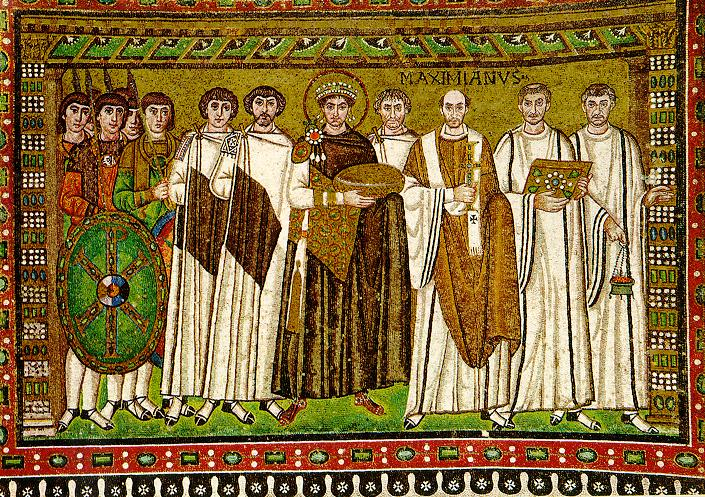
Kaiser Justinian mit Gefolge, Mosaikbild aus San Vitale in Ravenna, 6. Jahrhundert

Unter Justinian I., dem letzten römischen Kaiser, dessen Muttersprache Latein war, und seinem Feldherren Belisar konnten die Oströmer große Teile des Westens (Nordafrika, Italien, Südspanien) zurückerobern, während sie im Orient unter großen Anstrengungen die Grenzen gegen die Perser halten konnten. Allerdings wurden die Angriffe der Sassaniden seit der Thronbesteigung Chosraus I. immer heftiger und es bestand die Absicht, den gesamten römischen Osten zu erobern. Damit endete die Phase der Koexistenz der beiden Großreiche, und eine Serie von verheerenden Kriegen begann. Der (ost)römische Kaiser war noch einmal der mit Abstand mächtigste Herrscher im Mittelmeerraum, und Ostrom beherrschte den größten Teil des alten Reichsgebietes (mit Ausnahme Britanniens, Galliens und Nordspaniens). Die zurückeroberten Gebiete erwiesen sich nach Justinians Tod (565) allerdings vielfach als auf Dauer unhaltbar. So fiel etwa Südspanien nach einigen Jahren wieder an die Westgoten und Italien ab 568 großteils an die Langobarden.

### Das Ende des antiken Imperiums
Im Inneren des Oströmischen Reiches gärte es, religiöse Streitigkeiten zwischen christlichen Gruppen (Monophysiten gegen Orthodoxe) und die hohe Steuerlast wegen der ständigen Kriege förderten die Unzufriedenheit von Teilen der Bevölkerung in den orientalischen Provinzen. Zwischen 603 und 628 tobte dann der letzte und größte Krieg zwischen Ostrom und Persien. Chosrau II. nutzte eine günstige Gelegenheit und persische Truppen besetzten bis 619 Syrien und Ägypten, Ostrom schien kurz vor dem Zusammenbruch zu stehen. Kaiser Herakleios konnte den Krieg zwar siegreich beenden, doch das erschöpfte Reich konnte dem Angriff der islamischen Araber (islamische Expansion) kaum widerstehen und verlor bis 642 ganz Syrien, Ägypten und Nordafrika. Besonders der Verlust des reichen Ägyptens schwächte Ostrom extrem und substanziell. Herakleios brach mit der römischen Tradition, indem er statt des Titels „Imperator“ den alten griechischen Königstitel „Basileus“ annahm und Griechisch zur einzigen Amtssprache machte. Das Reich verlor nun seinen römisch-antiken Charakter, dennoch überstand Ostrom die schweren Abwehrkämpfe gegen das Kalifat und wehrte Mitte des 8. Jahrhunderts die letzten arabischen Eroberungsversuche ab. Persien versank währenddessen in innenpolitischen Unruhen und wurde bis 651 von den Arabern erobert.
Das Oströmische Reich mit seiner Hauptstadt Konstantinopel blieb zwar staatsrechtlich noch bis in das 15. Jahrhundert erhalten (es wurde 1453 von den Osmanen vernichtet) – aber die inneren Strukturen veränderten sich nach etwa 640 so grundlegend, dass es gerechtfertigt erscheint, von dieser Zeit an vom Byzantinischen Reich zu sprechen. Auch im Osten begann damit das Mittelalter. 

Die Gebietsveränderungen des Byzantinischen Reiches
Byzantinisches Reich
zurückeroberte Provinzen des ehemaligen weströmischen Reiches

Dabei muss allerdings beachtet werden, dass es sich beim Begriff „Byzantiner“ um einen von Historikern des 19. Jahrhunderts geprägten Begriff ohne historische Tradition handelt. Der griechische Osten betrachtete das gesamte Römische Reich weiterhin bis 1453 als eine Einheit, deren Kontinuität lediglich durch fremde Besatzung aus dem Norden lokal beeinträchtigt wurde. Der Westen bevorzugte die Bezeichnung „Reich der Griechen“, um dem Römischen Reich nach der Hinwendung der römischen Kaiser nach Konstantinopel nachträglich die Legitimität abzusprechen. Die fränkischen und später die römisch-deutschen Könige beanspruchten seit dem 9. Jahrhundert die Reichsidee für sich. Sprach hingegen ein Byzantiner selbst von den „Griechen“ (Ἕλλην), waren fast ausschließlich die vorchristlichen Griechen der Antike gemeint. Wie bei den Byzantinern selbst war auch bei den Einwohnern der mittelalterlichen muslimischen Reiche stets der Name „Römisches Reich“ (Rum) üblich, wenn das Byzantinische Reich gemeint war. Das Imperium Romanum blieb so als Idee und Bezugspunkt über das Ende der Antike hinaus wirkmächtig.

### Historische Anknüpfung
Der fränkische König Karl der Große war der erste nachrömische Kaiser Westeuropas und sah sich gemäß der translatio imperii in der Nachfolge der römischen Kaiser. Seine Kaiserkrönung am 25. Dezember 800 in Rom führte so zu diplomatischen Auseinandersetzungen mit dem byzantinischen Basileus, der sich als einzig legitimen römischen Kaiser betrachtete.
Das Heilige Römische Reich (seit dem 15. Jahrhundert mit dem Zusatz „deutscher Nation“), das in seiner größten territorialen Ausdehnung – nach heutigen politischen Grenzen – Deutschland, die Niederlande, Belgien, Luxemburg, Österreich, Tschechien, die Schweiz, Liechtenstein, Nord- und Mittelitalien, Slowenien, Teile Frankreichs (Lothringen, Elsass, Burgund, Provence, Korsika), Teile Polens (Schlesien, Pommern) und Teile Kroatiens (Istrien) umfasste, sah sich später als Nachfolger des (west-)römischen Reiches, während der russische Zar über das byzantinische Erbe („Drittes Rom“) ebenfalls die Nachfolge der römischen Kaiserkrone beanspruchte: die Titel „Kaiser“ und „Zar“ leiten sich beide von dem römischen Titel „Caesar“ ab.
Mit der Kaiserkrönung Napoleons I. gab es in Westeuropa erstmals mehr als einen Kaiser. Mit der Niederlegung der römisch-deutschen Kaiserkrone von Franz II. endete das Heilige Römische Reich im Jahre 1806. Allerdings wurde der Kaisertitel von verschiedenen Monarchen weitergeführt, bis 1917 mit dem Ende der Herrschaft von Nikolaus II. (Russisches Kaiserreich) und 1918/1919 mit der Abdankung Karls I. (Österreich-Ungarn) und Wilhelms II. (Deutsches Reich) die Geschichte der Kaiser in Europa ihr Ende fand.
Im 20. Jahrhundert beanspruchte mit Benito Mussolinis faschistischem Italien nochmals ein Staat die Nachfolge des Römischen Reiches: Die „Wiederherstellung des Imperium Romanum“ war Mussolinis erklärtes Ziel.

## Verwaltung

Römische Provinzen unter Trajan (117 n. Chr.)

Das Reich war bis in die Spätantike in Provinzen unterteilt, seit die Römer im 3. Jahrhundert vor Chr. begonnen hatten, ihre Macht über das Festland hinaus auszuweiten (die erste Provinz war Sizilien). In der Kaiserzeit wurde die Provinzeinteilung des Reiches mehrfach geändert und reformiert. Augustus teilte die Provinzen in kaiserliche und senatorische ein. Unter Kaiser Diokletian wurde die bis dahin bestehende Gliederung des Römischen Reiches in Provinzen durch eine neue zweistufige Gliederung in Diözesen und Provinzen abgelöst, in die jetzt auch die Italienische Halbinsel einbezogen wurde.
Das eigentliche Rückgrat der Verwaltung bildeten allerdings die Städte (in der Rechtsform colonia, municipium, civitas oder urbs), die als halbautonome Bürgergemeinden organisiert waren und insbesondere für die Steuererhebung zuständig waren. Diese Delegation von Aufgaben ermöglichte es den Römern, mit einer sehr kleinen zentralen Administration operieren zu können.
Die Einwohner der Städte galten zur Zeit der Republik lange Zeit nicht als vollwertige römische Bürger, mussten aber im römischen Heer dienen und Steuern bezahlen, besaßen jedoch kein Stimm- und Wahlrecht in der römischen Gesamtgemeinde und waren auch nicht in die Tribus eingetragen. Die Lex Iulia und die Lex Plautia Papiria während des Bundesgenossenkriegs 90 und 89 v. Chr. erhoben alle Landstädte Italiens zum Municipium mit vollem Bürgerrecht, so dass seitdem das Wort Municipium generell „italische Landstadt“ bedeutete.
In der Kaiserzeit, beginnend bereits mit Gaius Iulius Caesar, erhielten auch Städte in den Provinzen außerhalb Italiens (allerdings fast nur im Westen des Reiches) das Recht eines Municipiums. Im 1. und 2. Jahrhundert gab es auch municipia Latina, deren Einwohner das gegenüber dem römischen weniger umfassende latinische Recht besaßen. Durch die Constitutio Antoniniana des Jahres 212 n. Chr. besaßen dann alle Städte des Reiches mindestens den Rang eines Municipiums, mit ihr wurde auch fast allen freien Reichsbewohnern das römische Bürgerrecht verliehen.

## Bevölkerung

Die Städte der römischen Welt in der Kaiserzeit

Die durchgeführten römischen Volkszählungen sind zum größten Teil verloren gegangen bzw. unvollständig und zählten nur männliche Bürger. Es wurden jedoch Versuche unternommen, die Einwohnerzahl des Reiches und seiner Provinzen zu schätzen, wobei der deutsche Althistoriker Karl Julius Beloch im 19. Jahrhundert Pionierarbeit leistete. Die Einwohnerzahl des Römischen Reiches wurde von dem Historiker Kyle Harper auf ihrem Höhepunkt gegen Mitte des 2. Jahrhunderts auf knapp 75 Millionen geschätzt, wobei diese Zahlen mit einer gewissen Unsicherheit belegt sind und höhere Schätzungen auf bis 100 Millionen Einwohner kommen. Um das Jahr 150 lebten damit laut Schätzungen knapp 30 Prozent der weltweiten Bevölkerung innerhalb der Grenzen des Reiches, was Rom zu einem der Reiche mit dem höchsten Anteil an der Weltbevölkerung macht. Die Bevölkerung begann mit der Antoninischen Pest zu sinken und erholte sich danach nicht wieder. In zahlreichen europäischen Gebieten wurde die Bevölkerungszahl der Römischen Ära erst ab Mitte des 15. Jahrhunderts wieder erreicht. 
Wie alle prämodernen Gesellschaften war die Demografie des Römischen Reich durch eine niedrige Lebenserwartung, eine hohe Kindersterblichkeit und eine hohe Fertilitätsrate geprägt. Knapp die Hälfte aller Neugeborenen überlebte die ersten fünf Lebensjahre nicht. Die durchschnittliche Lebenserwartung wird auf 20 bis 30 Jahre geschätzt, wobei sie je nach Zeitalter und Ort schwankte. Bereinigt um die hohe Kindersterblichkeit lag die Lebenserwartung bei 40 bis 45 Jahre, wobei einzelne Personen auch 80 Jahre oder älter werden konnten. Dies war allerdings nicht die Regel. Das Bevölkerungswachstum wurde durch Kriege, Infektionskrankheiten und Epidemien eingeschränkt. Aufgrund der in allen Lebensaltern hohen Sterblichkeit war eine Kinderzahl von mindestens 6 Kindern pro Frau nötig, nur um das Ersatzniveau zu erreichen.
Es kam während der Zeit Roms zu erheblichen Bevölkerungswanderungen. Die Geografie des Mittelmeers begünstigte schon früh die Migration im Mittelmeerraum. So siedelten sich zahlreiche Personen von der Italienischen Halbinsel in den Provinzen an. Der Historiker Theodor Mommsen schätzte, dass unter Hadrian fast ein Drittel der Bevölkerung des östlichen Numidiens (ungefähr das heutige Tunesien) von römischen Veteranen abstammte. Zahlreiche Sklaven wurden während des Prinzipats aus Nordafrika und dem östlichen Mittelmeerraum verschleppt und veränderten die Bevölkerung in Italien und der Stadt Rom. Während des Dominiums begann die Einwanderung barbarischer Völker aus Mittel- und Nordeuropa nach Italien. Die Migration innerhalb des Reiches wurde in zeitgenössischen Berichten erwähnt und die Veränderung der Bevölkerungszusammensetzung später auch durch die Analyse von Gräbern und DNA-Analysen bestätigt.
Nach den Maßstäben vormoderner Volkswirtschaften war das Römische Reich stark urbanisiert. Bis 2016 wurden in der römischen Welt 1.388 urbane Siedlungen aus der späten republikanischen und frühen kaiserlichen Zeit identifiziert. Man geht davon aus, dass die Stadt Rom zu ihrer Blütezeit mindestens eine Million Einwohner zählte, eine Zahl, die in Europa Städte erst im 19. Jahrhundert wieder erreichten. Als kaiserliche Hauptstadt wurde Rom durch Sachleistungen aus dem gesamten Reich aufrechterhalten; keine andere Stadt konnte auf diesem Niveau aufrechterhalten werden. Die anderen großen Städte des Reiches wie Alexandria, Antiochia, Karthago, Ephesus und Salona hatten mehr als hunderttausend Einwohner, wobei Alexandria eine geschätzte Einwohnerzahl von einer halben Million hatte.

## Wirtschaft
Der relative Frieden (pax Romana) an den Grenzen und im Inneren, eine weitgehende demographische Stabilität, die allen Bürgern gewährte Freizügigkeit und ein allgemein akzeptiertes und verbreitetes Währungssystem waren Grundlagen für das Funktionieren einer reichsweiten Ökonomie. Wenn auch die Landwirtschaft mit der Latifundienwirtschaft die Grundlage der römischen Wirtschaft war, nahmen Handel und Handwerk ebenfalls eine wichtige Position ein. Das antike Handelsnetzwerk reichte dabei bis weit in den asiatischen Raum (siehe Indienhandel). Ein wichtiges Element der antiken Wirtschaft war die Sklaverei (siehe Sklaverei im Römischen Reich), deren Bedeutung allerdings seit der späten Kaiserzeit abnahm.

## Kunst und Kultur

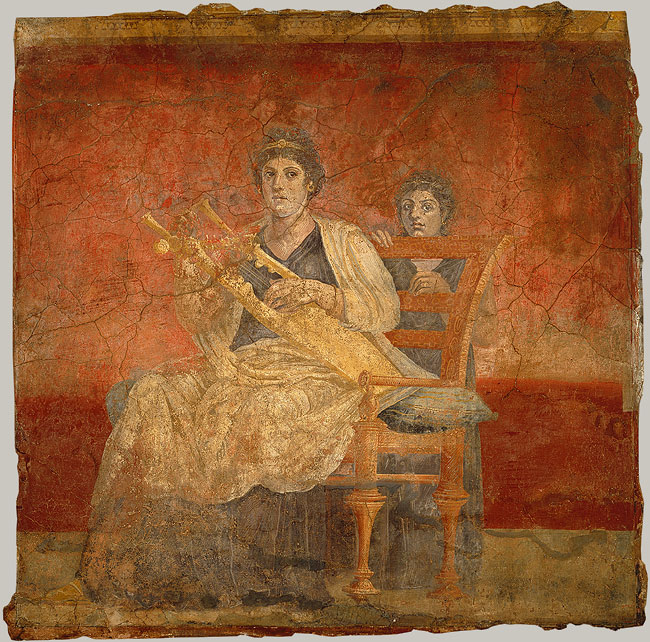
Römische Wandmalerei aus einer Villa in Boscoreale

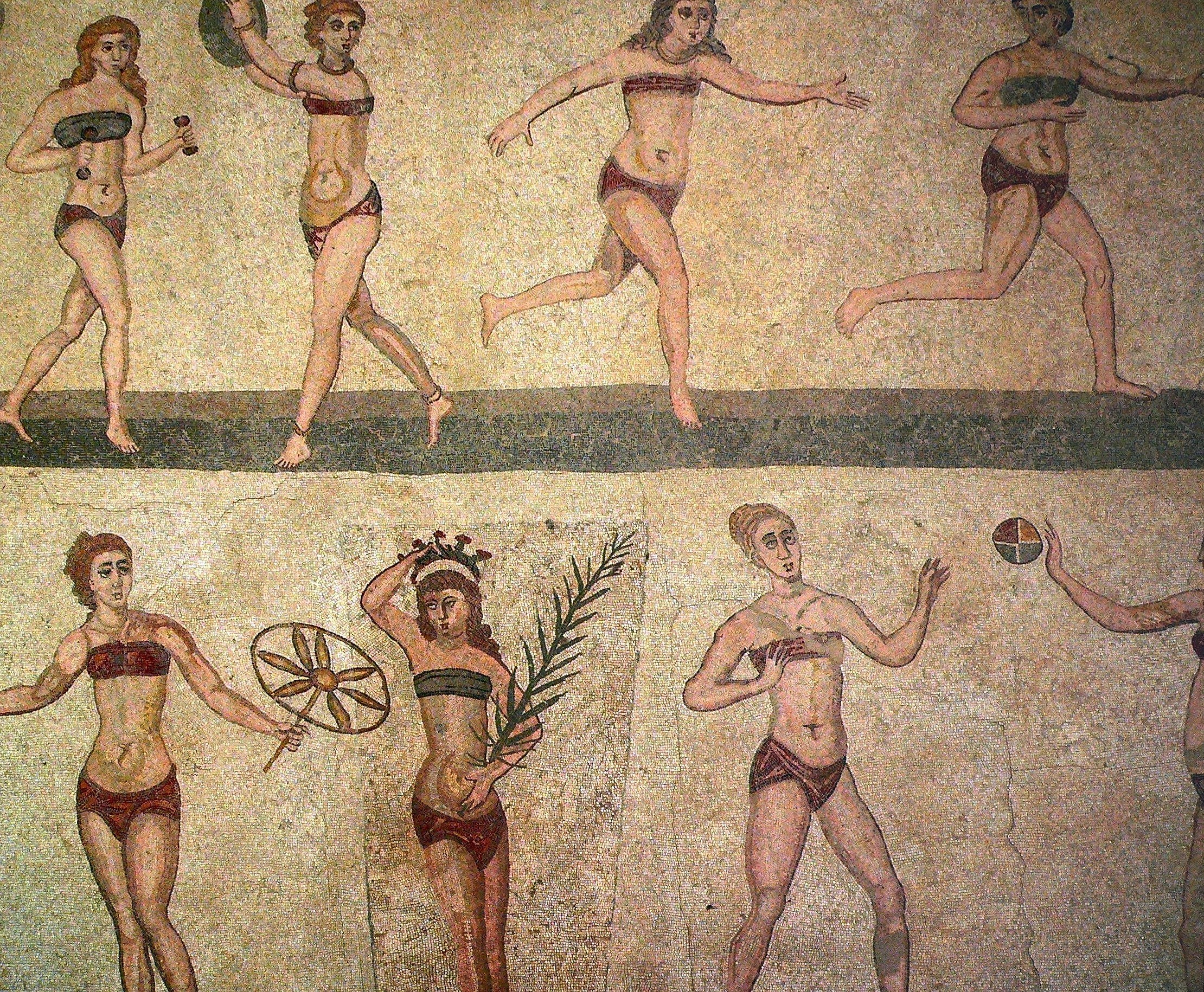
Mädchen beim Sport im Bikini, Villa del Casale, Sizilien

Künste und Kultur erreichten während der Zeit des Römischen Reiches, vor allem in der Kaiserzeit, in Teilen seines Gebietes eine Hochblüte, die damalige Lebensqualität und der entsprechende Bevölkerungsstand sollten in Europa und Nordafrika erst viele Jahrhunderte später wieder erreicht werden.
Die römische Kunst und Kultur entstand auf der Grundlage der bodenständigen Lebensform der Bewohner des westlichen Mittelmeerraumes, der eher kunstarmen und nüchternen Kultur der (indogermanischen) Italiker, die im 2. Jahrtausend v. Chr. eingewandert waren und schließlich der Etrusker, deren Kultur von den Römern weitgehend übernommen wurde. Als Vorbilder für wesentliche Bereiche der römischen Kunst dienten die griechische Architektur, die Malerei und Plastik einschließlich adaptierter Motive aus der griechischen Mythologie. Eine Gleichsetzung fremder Götter (Interpretatio Romana) war darüber hinaus ein besonderes Charakteristikum des römischen Umgangs mit unterworfenen Kulturen und Religionen, z. B. im Alten Ägypten.
Der römische Staat war in der Regel ein religiös ungewöhnlich tolerantes Gemeinwesen, wenngleich das Verhältnis teils zum Judentum und später vor allem zum Christentum schwierig war, wobei es auch zu Verfolgungen kam. In der Spätantike ging der nun christianisierte römische Staat wiederum teils auf Konfrontationskurs zu paganen Kulten und vor allem zu von der Reichskirche abweichenden christlichen Strömungen. Allerdings war die Religionspolitik der einzelnen Kaiser recht unterschiedlich.
Rom übte während seiner Herrschaft in Kunst und Kultur vor allem nach Norden und Westen einen großen Einfluss auf die von ihm unterworfenen Gebiete aus. Auch die Kulturen jenseits seiner Grenzen wurden z. B. durch regen Handelsverkehr nachhaltig beeinflusst. In der östlichen Hälfte des Reiches mischte sich die Ausstrahlung des Stils mit bestehenden griechisch-hellenistischen und orientalischen Elementen.

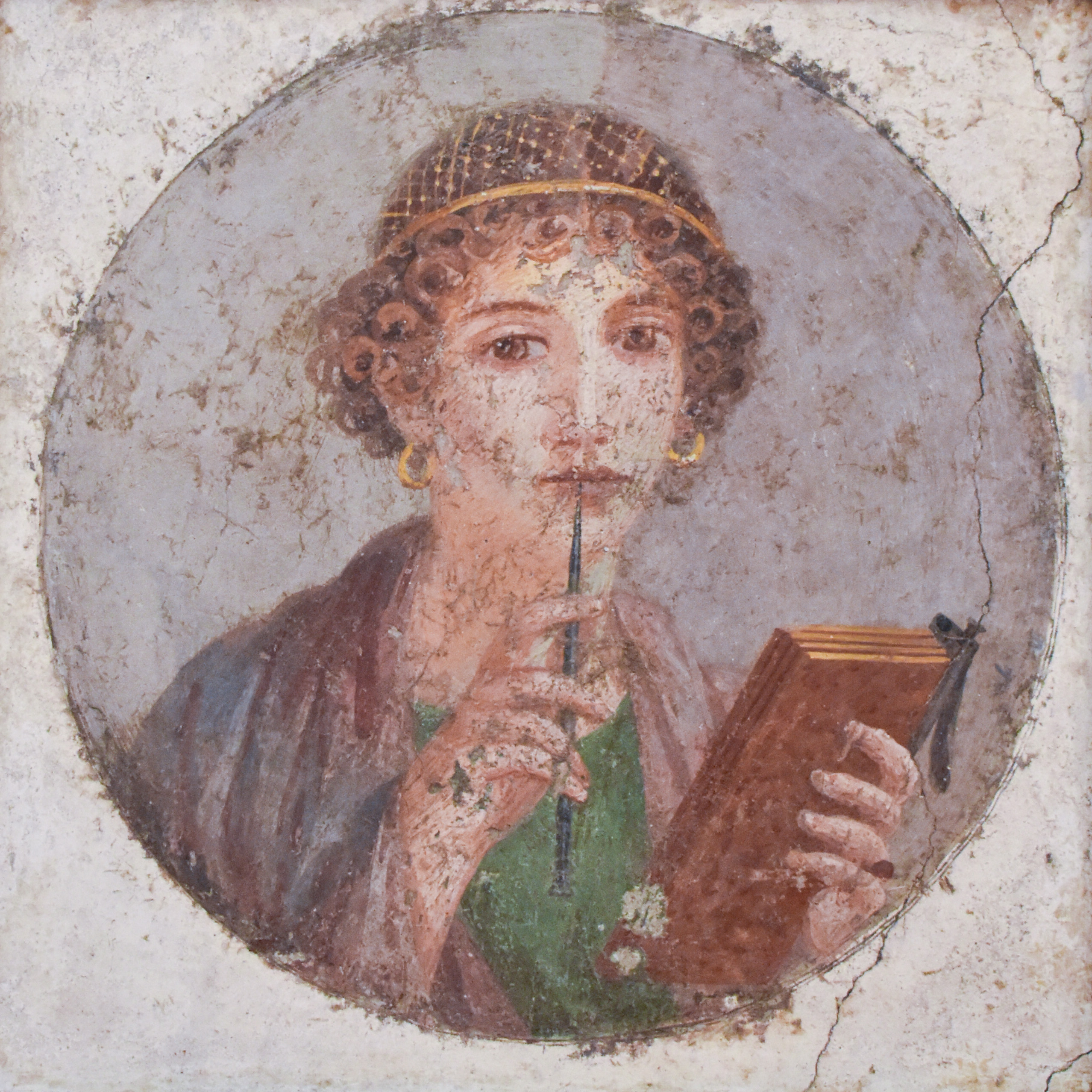
Frau mit Wachstablett (Fresko aus Pompeji)

Eine umfassende Vorstellung zu Kunst, Kultur und des sozialen Zusammenlebens zur hohen römischen Kaiserzeit bieten heute die Ausgrabungen in Herculaneum und der damals bedeutenden römischen Stadt Pompeji in Kampanien. Durch die Katastrophe des plötzlichen Vulkanausbruchs durch den Vesuv im Jahr 79 n. Chr. wurden sie mit einer etwa 20 Meter hohen Ascheschicht und Bimsstein bedeckt und dadurch natürlich konserviert. Trotz Zerstörungen durch ein Erdbeben im Jahr 62 n. Chr. zeigen sich die ausgegrabenen Paläste, mit Reliefs verzierte Tempel, Theater, Thermen und ganze Wohnviertel mit ihren gepflasterten Straßenzügen vergleichsweise gut erhalten, da sich die Städte damals im Wiederaufbau befanden. Die Ausstattung der freigelegten Häuser deutet auf teilweise großen Wohlstand der Einwohner hin. Die Werkstätten des Pompejianischen Kunsthandwerks waren hoch entwickelt. Im Inneren der Gebäude fanden die Forscher zahlreiche, zum Teil auch erotische Motive römischer Wandmalerei (Fresko) und Mosaiken, die einen hohen künstlerischen Stand aufzeigen und das Leben eines pulsierenden und – aus heutiger Sicht unverkrampft – sinnesfreudigen sozialen Gefüges widerspiegeln.
Pompeji wurde in der ersten langen Zeit seiner etwa siebenhundertjährigen Geschichte von Oskern, Samniten, Griechen und Etruskern bewohnt, geprägt und nur allmählich romanisiert. Die Römer waren erst ca. 100 Jahre ein Teil des Vielvölkergemischs, wenn auch die Herrschenden. Hinzu kamen die meist aus östlichen Provinzen stammenden und bis zu einem Viertel der Gesamtbevölkerung einnehmenden Sklaven und Wanderarbeiter. In diesem Kontext muss auch die ausgegrabene Stadt z. B. mit dem Isis- und Aeskulap-Salus-Tempel, dem dorischen Tempel oder die Übernahme der griechischen Götterwelt, die vor den Römern stattfand, mit der in Pompeji aufgefundenen Kunst rezipiert werden.
Neben Pompeji und Herculaneum wurden auch die kleineren Orte Stabiae und Oplontis vollständig begraben. Der Ausbruch des Vesuvs wurde durch Plinius dem Jüngeren detailliert beschrieben, dessen Onkel Plinius der Ältere bei der Katastrophe umkam.

## Sprachen
Latein, die Sprache Roms, verbreitete sich als Amtssprache im gesamten Reich. Im hellenistisch geprägten Osten des Reiches und Ägypten war das Altgriechische ebenfalls Amtssprache und galt im gesamten Reich als Bildungssprache.
Auch andere Sprachen konnten sich als Regionalsprachen behaupten. Germanische Sprachen waren in Germania inferior, Germania superior und Belgica verbreitet.
Das Erbe der lateinischen Sprache wirkte lange nach ihrem Untergang fort: Über Jahrhunderte war Latein in ganz West- und Mitteleuropa bis in die Zeit des Barock die Sprache der Gebildeten. Aus dem Lateinischen entstanden die modernen „romanischen“ Sprachen Europas. In der römisch-katholischen Kirche ist Latein bis heute offizielle Amtssprache. Noch heute werden in Wissenschaften wie der Biologie, der Medizin und der Rechtswissenschaft lateinische Fachausdrücke verwendet und sogar neu geschaffen.

## Recht
Die Entwicklungsstufen des römischen Rechts lassen sich ausgehend vom altrömischen und vorklassischen Recht der republikanischen Zeit – über das bis heute besonders gelobte klassische Recht der Kaiserzeit – bis zum nachklassischen Recht der Spätantike verfolgen. Seine Entfaltung war stark von den Rechtsetzungsakten der Pontifices, der Volksversammlungen und Prätoren, herausgestellter Juristen mit ihrer Literatur, und letztlich von den Kaisern beziehungsweise deren Beamten geprägt. Das anfänglich stark ritualisierte, hergebrachte Privat- und Strafrecht passte seine gewohnheitsrechtlichen Züge zunehmend an die komplexen Verkehrsbedürfnisse eines imperialen Rom an und erfuhr viele positivrechtliche Regelungen und Verfahrensvorschriften. Die einzige Kodifikation sollte das frührepublikanische Zwölftafelgesetz bleiben. Für den Erhalt des bis heute bedeutsamen Geistes des römischen Rechts sorgten die justinianischen Kompilationen des Corpus iuris civilis im 6. Jahrhundert. Alles tradierte römische Recht, das zu dieser Zeit noch von Bedeutung war, wurde gesammelt und in vier Büchern aufbereitet. Bis heute ist das Rechts- und Staatswesen Kontinentaleuropas, maßgeblich aber das Zivilrecht, von den Errungenschaften des römischen Rechts geprägt.
- Zum Militärrecht siehe Militärrechtswesen im antiken Rom.
- Zur öffentlich-rechtlichen Ordnung siehe Römisches Verfassungsrecht.